# Blaj
Blaj (în germană Blasendorf, în maghiară Balázsfalva, în dialectul săsesc din zonă: Bluesendref) este un municipiu în județul Alba, Transilvania, România, format din localitățile componente Blaj (reședința), Deleni-Obârșie, Flitești, Izvoarele, Petrisat, Tiur și Veza, și din satele Mănărade și Spătac. În 2002 avea o populație de 20.758 locuitori.
În Blaj își au sediul Arhiepiscopia de Făgăraș și Alba Iulia și întâistătătorul Bisericii Române Unite cu Roma.
Blajul a fost în secolele al XVIII-lea și al XIX-lea centrul cultural al românilor transilvăneni. Orașul a jucat un rol important în procesul de formare a limbii române moderne și a conștiinței naționale românești. Aici a apărut Biblia de la Blaj și tot aici a publicat canonicul Timotei Cipariu prima gramatică românească.
Catedrala Sfânta Treime a fost edificată între anii 1741 și 1749 în stil baroc, după planurile arhitecților vienezi de origine italiană Anton Erhard Martinelli și Johann Martinelli. În această catedrală sunt înmormântați episcopul Inocențiu Micu-Klein și cardinalul Alexandru Todea.

## Localizare
Blajul este situat în vestul Podișului Târnavelor, la confluența Târnavei Mari cu Târnava Mică, într-o renumită zonă viticolă. Sursa de alimentare cu apă a municipiului Blaj este râul Sebeș.

## Istorie
| Imagine indisponibilă                             |  | Imagine indisponibilă |
| Blaj în Harta Iosefină a Transilvaniei, 1769-1773 |  |                       |

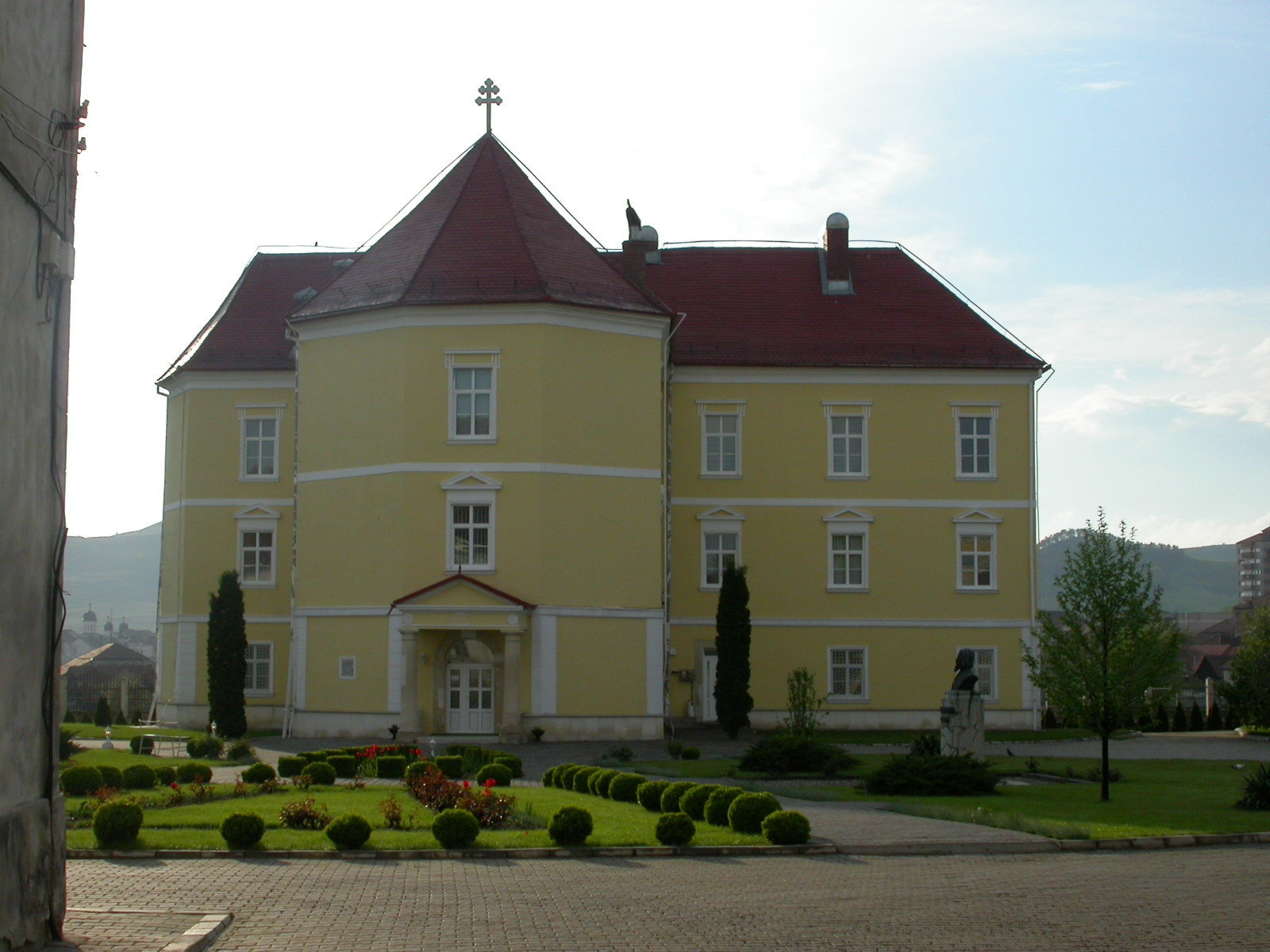
Castelul din Blaj (secolul al XVI-lea)

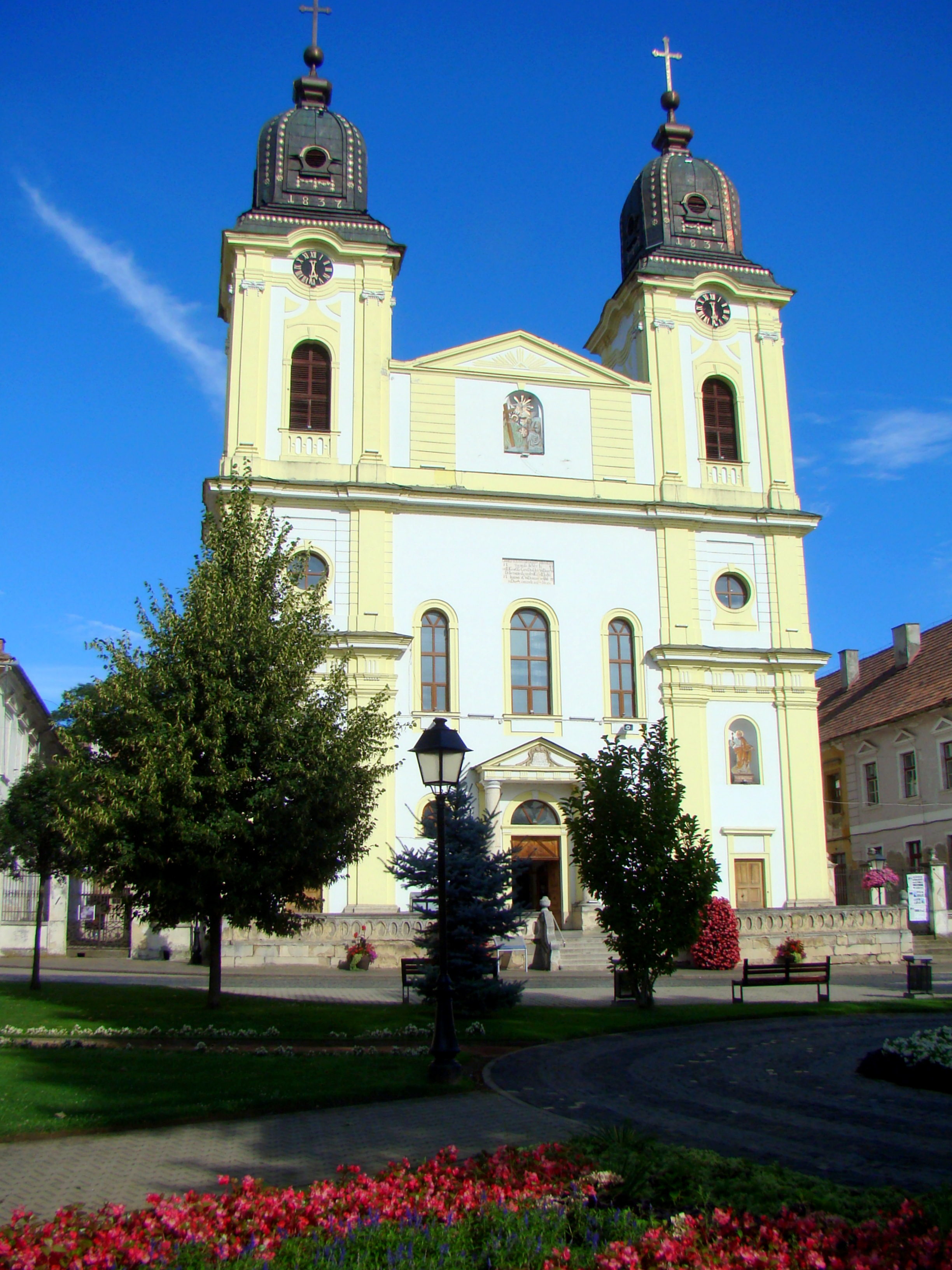
Catedrala Sfânta Treime din Blaj (secolele XVIII-XIX)

În situl arheologic numit La Peri s-a descoperit o așezare neolitică de cultură neprecizată.
Prima atestare documentară referitoare la Blaj datează din 1252, an în care contele Herbord a cumpărat domeniul "de la întâlnirea Târnavelor", domeniu denumit în continuare "villa Herbordi". În 1313, fiul lui Herbord, Blasius, a devenit stăpân al moșiei respective. Denumirea Blajului provine de la numele proprietarului, Blasius, care la rândul lui a preluat numele de la Sfântul Blasius (Vlasie). De-a lungul timpului Blajul a fost menționat în limba latină ca villa Blasii, iar mai apoi în traducere maghiară ca Balázsfalva (satul lui Blasiu), respectiv în germană Blasendorf, nume care a devenit în dialectul săsesc Bluesendref. În spiritul latinismului promovat de mișcarea cultural-națională Școala Ardeleană numele Blajului a fost transcris în limba română ca Blasiu, respectiv Blaș. Ca semn al emancipării urbane, în secolul al XIX-lea a fost folosită în corespondență și forma Blaj-Oraș, simetric cu maghiarul Balázsfalva (Blașfalău, aidcă satul lui Balázs). Până la Unirea Transilvaniei cu România, Blajul a fost printre puținele orășele din Ardeal, alături de Năsăud, cu o populație majoritar românească.
La început secolului al XVII-lea populația localității era redusă, fiind alcătuită la 1650, anul primului recensământ, din membrii celor 20 de familii de rândași ai curții nobiliare. Intrat în posesiunea nobilului Apafi, Blajul a trecut, după moartea principelui Mihai Apafi al II-lea, în stăpânirea statului, care l-a cedat în 1738 Episcopiei Române Unite de la Făgăraș, în urma unui schimb de proprietăți în vremea episcopatului lui Ioan Inocențiu Micu-Klein, devenind astfel reședința oficială episcopală.
În vremea episcopului Ioan Inocențiu Micu-Klein și a urmașului său, Petru Pavel Aaron, la Blaj au fost întemeiate importante instituții de învățământ, precum Școlile Blajului, Biblioteca Arhidiecezană (cea mai mare bibliotecă românească din Transilvania), Tipografia diecezană etc. Pe19 mai 1737 Blajului i-a fost conferit statutul de oraș, fiind totodată centrul religios și cultural al românilor „uniți” (greco-catolici), implicit și al mișcării cultural-naționale și de emancipare, numit Școala Ardeleană. 
În anul 1754, prin eforturile episcopului Petru Pavel Aron, la Blaj și-a deschis porțile prima școală publică cu limba de predare română. Acest fapt l-a făcut pe Ion Heliade Rădulescu să spună "aici a răsărit soarele românilor". O inscripție cu acest citat este montată pe clădirea în care a funcționat școala de obște. Mulți dintre cei mai de seamă cărturari români al secolelor XVIII - XIX din Transilvania, ca Samuil Micu, George Șincai, Petru Maior, Ion Budai-Deleanu, George Barițiu, Simion Bărnuțiu, etc., și-au făcut studiile la Blaj, la Gimnaziul Superior, și mai apoi la Academia Teologică.
Ca centru ideologic al burgheziei românești din Transilvania, Blajul a avut un rol important în formarea conștiinței naționale a românilor. La Blaj au avut loc, în 1848, mai multe adunări ale românilor din Transilvania. La adunarea convocată de Avram Iancu și Alexandru Papiu-Ilarian la 30 aprilie 1848, au fost formulate ideile desființării iobăgiei și ale egalității în drepturi a populației române din Transilvania cu celelalte națiuni.

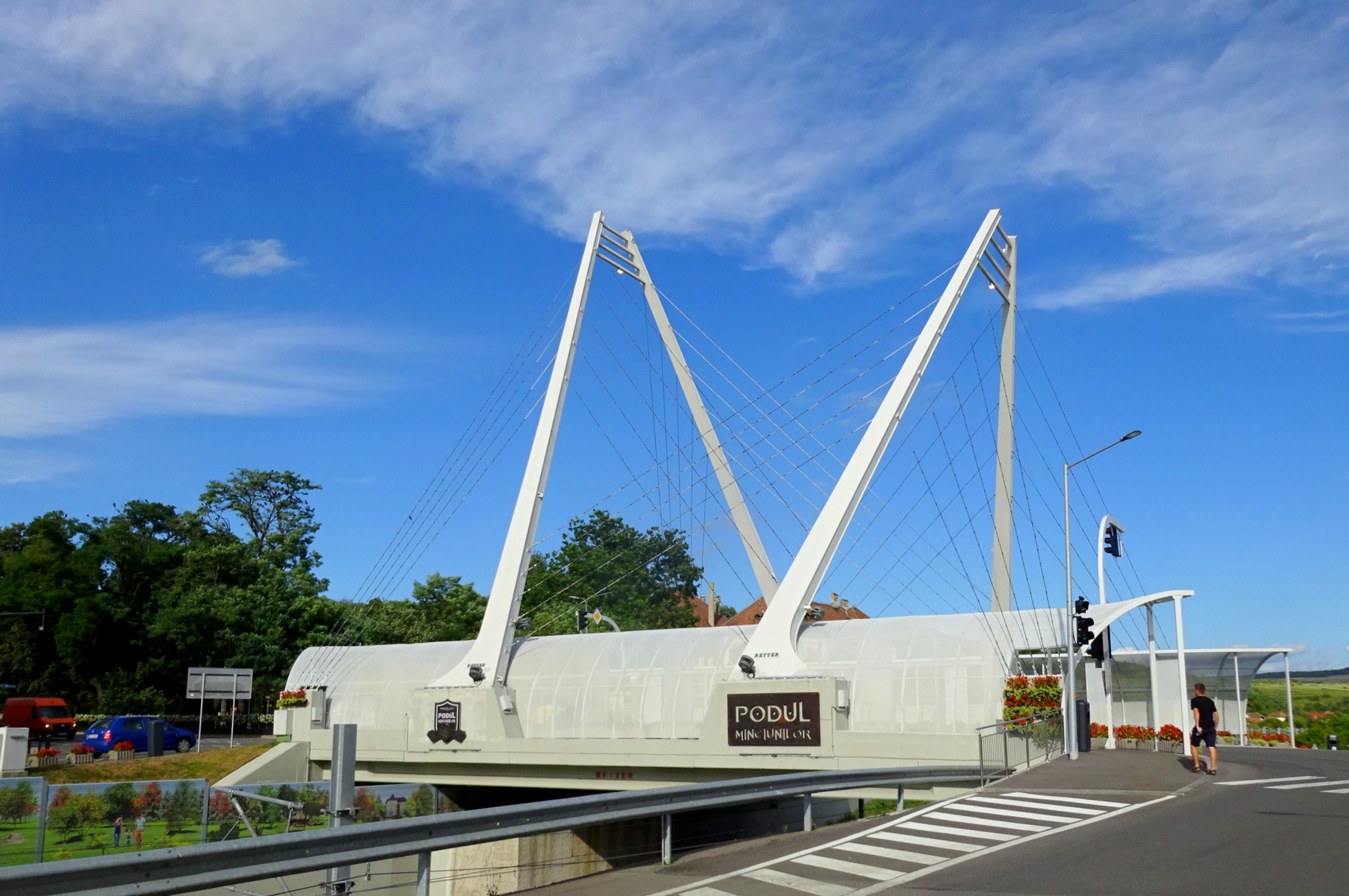
Podul Minciunilor

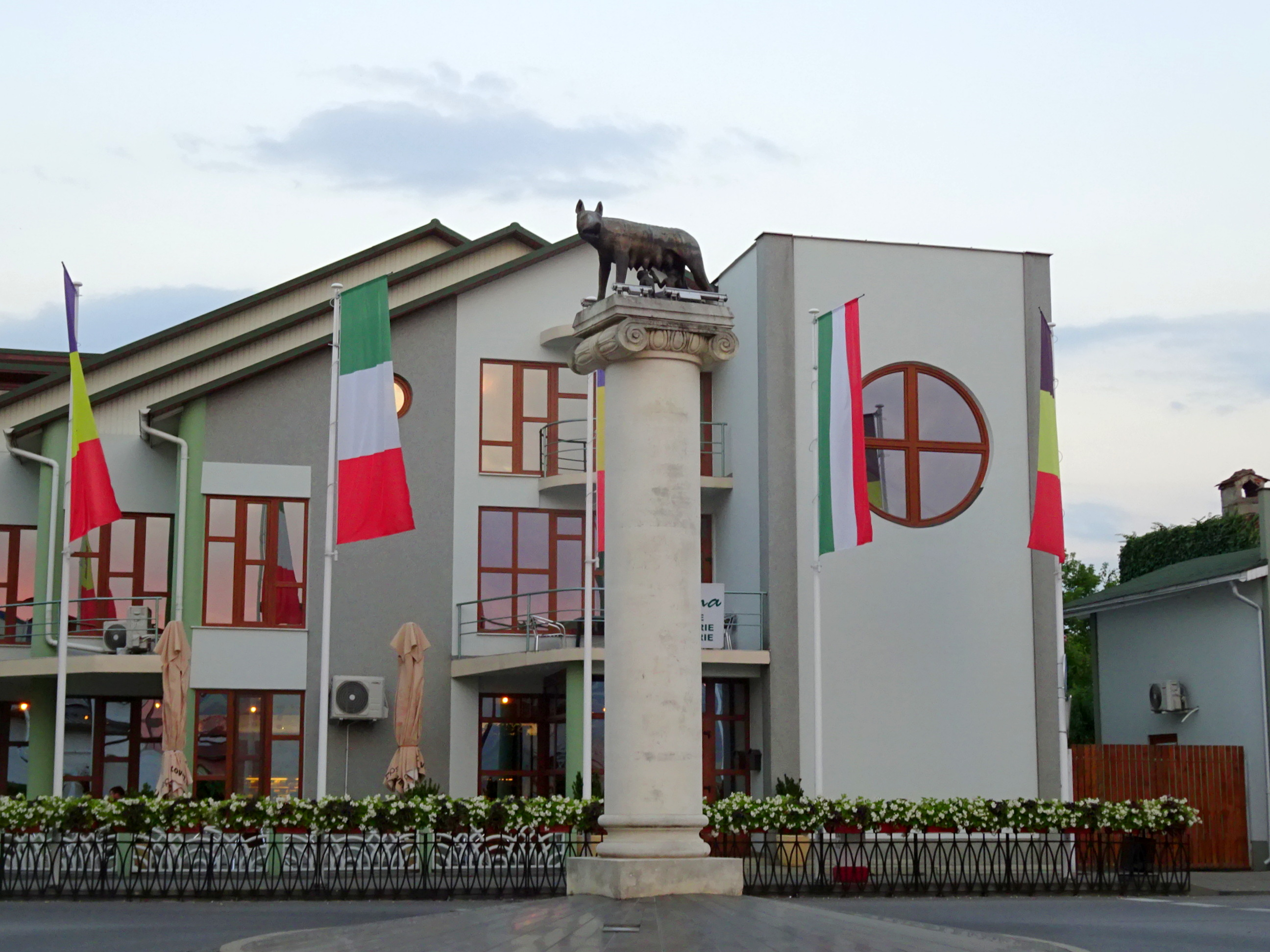
Statuia Lupoaicei din Blaj

Pe 15–17 mai 1848 pe câmpul de lângă Blaj numit „Râtul Grecilor”, care de atunci poartă numele de Câmpul Libertății, a avut loc Marea Adunare de la Blaj, la care au participat 30.000-40.000 de oameni, majoritatea țărani. Adunarea a adoptat programul de revendicări cu caracter democratic: abolirea dijmei, a clăcii și a iobăgiei, desființarea breslelor și a vămilor, libertatea cuvântului și a tiparului, formarea gărzii naționale, școli de stat în limba română etc. Tot la această adunare s-a protestat împotriva „uniunii” forțate a Transilvaniei cu Ungaria. Nerecunoașterea de către guvernul revoluționar ungar (secesionist) a egalității în drepturi a românilor cu celelalte popoare, nesatisfacerea revendicărilor lor sociale și votarea de către Dieta din Cluj a încorporării Transilvaniei la Ungaria au determinat dezbinarea forțelor revoluționare ale românilor și maghiarilor. Între 15–25 septembrie 1848 a avut loc la Blaj o nouă adunare a românilor din Transilvania, care a declarat că nu recunoaște încorporarea Transilvaniei la Ungaria și a însărcinat Comitetul permanent de la Sibiu să înarmeze satele. Neînțelegerea dintre conducătorii revoluției maghiare și cei ai forțelor revoluționare ale românilor transilvăneni a condus la un război civil, oprit doar prin intervenția trupelor imperiale austriece ajutate de cele țariste, venite aici la cererea Curții de la Viena, în 1849.
În 1868, cu ocazia împlinirii a 20 de ani de la Adunarea de la Blaj, a fost adoptată o declarație politică a românilor ardeleni cunoscută și sub numele de Pronunciamentul de la Blaj. Pronunciamentul s-a pronunțat pentru autonomia Transilvaniei și pentru repunerea în vigoare a legilor adoptate de Dieta de la Sibiu în 1863, anume legea privind egalitatea politică și confesională a națiunii române, precum și legea prin care limba română a fost declarată limbă oficială în Marele Principat al Transilvaniei, alături de limba maghiară și germană. Pronunciamentul a solicitat redeschiderea Dietei Transilvaniei.
Articol principal: Pronunciamentul de la Blaj

Personalități reprezentative ale Blajului interbelic au fost Mitropolitul Vasile Suciu și scriitorul Alexandru Lupeanu Melin, director al Bibliotecii Centrale din Blaj între 1919–1927.
Interzicerea Bisericii Române Unite cu Roma de către autoritățile comuniste în octombrie 1948 a însemnat o grea lovitură pentru Biserica Blajului, deoarece întreaga elită intelectuală concentrată în Blaj, și nu numai, a fost arestată și/sau dispersată. Academia Teologică Greco-Catolică a fost închisă, iar Biblioteca Centrală din Blaj a fost distrusă. O mare parte a cărților a fost aruncată în apele râului Târnava. Capelele institutelor de învățământ din Blaj au fost transformate în săli de sport. Bisericile au fost confiscate de stat și date spre folosință cultului ortodox. Corpul profesoral greco-catolic a fost împrăștiat prin închisorile comuniste sau cu domiciliu forțat prin locuri îndepărtate din țară. În 2025, Adevărul a descris Blaj drept unul dintre cele mai dezvoltate orașe mici din România din punct de vedere economic.

## Demografie
La recensământul din 1930 au fost înregistrați la Blaj 4.618 locuitori, dintre care 3.509 români (75,9%), 721 maghiari (15,6%), 227 evrei (4,9%), 112 germani (2,4%) ș.a. Sub aspect confesional populația era alcătuită din 3.089 greco-catolici (66,8%), 505 reformați (10,9%), 408 ortodocși (8,8%), 255 romano-catolici (5,5%), 227 mozaici (4,9%) ș.a. Cele 41 de localități rurale care alcătuiau plasa Blaj au fost recenzate separat.
La recensământul din 1956 au fost consemnați la Blaj 8.711 de locuitori.
Conform recensământului efectuat în 2011 populația municipiului Blaj se ridică la 20.630 de locuitori, în scădere față de recensământul anterior din 2002, când se înregistraseră 20.765 de locuitori. Majoritatea locuitorilor sunt români (78,26%). Principalele minorități sunt cele de romi (8,27%) și maghiari (6,32%). Pentru 6,9% din populație apartenența etnică nu este cunoscută.
Din punct de vedere confesional majoritatea locuitorilor de azi sunt ortodocși (69,27%), români greco-catolici (13,24%), reformați (4,14%), romano-catolici (2,81%), baptiști (1,59%) și penticostali (1,11%). Pentru 6,91% din populație, nu este cunoscută apartenența confesională.
Componența etnică a municipiului Blaj
     Români (78,26%)
     Maghiari (6,32%)
     Romi (8,26%)
     Necunoscut (6,9%)
     Altă etnie (0,24%)
Componența confesională a municipiului Blaj
     Ortodocși (69,27%)
     Romano-catolici (2,81%)
     Reformați (4,14%)
     Penticostali (1,1%)
     Greco-catolici (13,24%)
     Baptiști (1,58%)
     Necunoscută (6,9%)
     Altă religie (0,93%)

## Personalități

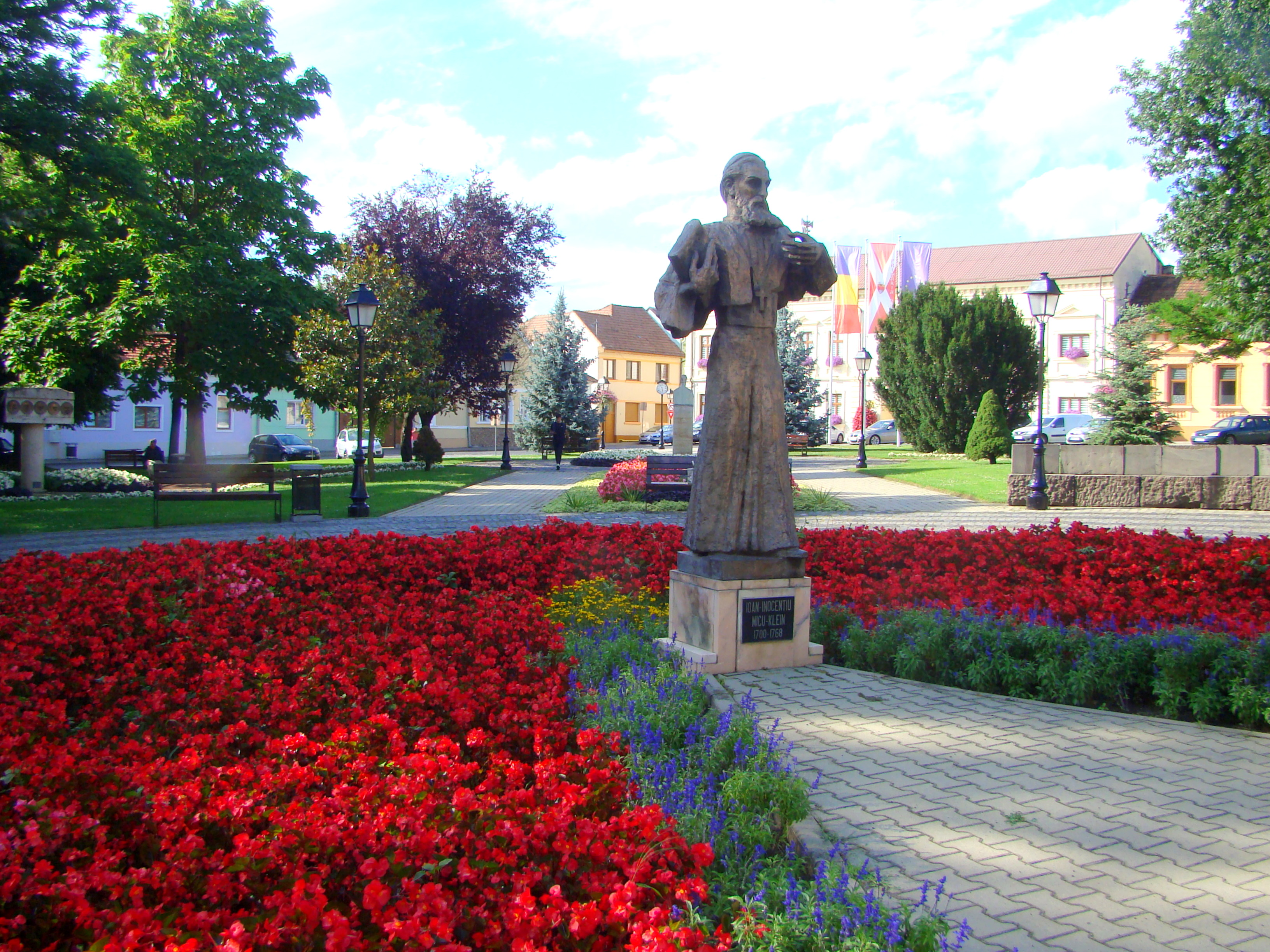
Statuia lui Ioan Inocențiu Micu-Klein

- Ioan Inocențiu Micu-Klein (1692-1768), episcop al Eparhiei de Făgăraș, cel care a mutat sediul episcopal de la Făgăraș la Blaj;
- Petru Pavel Aaron (1709–1764), episcop al Eparhiei de Făgăraș, cu sediul la Blaj;
- Atanasie Rednic (1722–1772), episcop al Eparhiei de Făgăraș, cu sediul la Blaj;
- Grigore Maior (1715–1785), episcop al Eparhiei de Făgăraș, cu sediul la Blaj;
- Samuil Micu-Klein (1745–1806), călugăr și teolog greco-catolic, istoric, filolog, lexicograf și filosof român transilvănean, reprezentant al Școlii Ardelene;
- Ioan Bob (1739–1830), episcop al Eparhiei de Făgăraș, cu sediul la Blaj;
- Samuil Vulcan (1758–1839), episcop al Eparhiei Greco-Catolice de Oradea Mare;
- Ioan Lemeni (1780–1861), episcop al Eparhiei de Făgăraș, cu sediul la Blaj;
- Alexandru Sterca-Șuluțiu (de Cărpiniș) (1794–1867), arhiepiscop-mitropolit al Bisericii Române Unite cu Roma, cu sediul la Blaj;
- Ioan Vancea (de Buteasa) (1820–1892), arhiepiscop-mitropolit al Bisericii Române Unite cu Roma, cu sediul la Blaj;
- Victor Mihaly de Apșa (1841–1918), arhiepiscop-mitropolit al Bisericii Române Unite cu Roma, cu sediul la Blaj;
- Timotei Cipariu (1805–1887), canonic mitropolitan, erudit transilvănean, membru fondator al Academiei Române, părintele filologiei române;
- Ioan Micu Moldovanu (1833-1915), istoric, teolog greco-catolic, folclorist, filolog și pedagog, canonic mitropolitan la Blaj, membru titular al Academiei Române;
- Alexandru Grama (1850–1896), preot român unit (greco-catolic), profesor de istorie bisericească și literatură română;
- Augustin Bunea (1857–1909), istoric și teolog român unit (greco-catolic), canonic mitropolitan la Blaj, membru titular al Academiei Române;
- Gheorghe Bărbat (1858–1919), protopop român unit al Blajului, delegat în Marea Adunare Națională de la Alba Iulia;
- Aurel C. Domșa (1863–1938), delegat în Marea Adunare Națională de la Alba Iulia;
- Vasile Suciu (1873–1935), arhiepiscop-mitropolit al Bisericii Române Unite cu Roma, cu sediul la Blaj;
- Alexandru Nicolescu, (1882–1941), arhiepiscop-mitropolit al Bisericii Române Unite cu Roma, cu sediul la Blaj;
- Ștefan Manciulea (1894–1985), profesor, geograf, istoric, istoric literar și preot greco-catolic român;
- Coriolan Suciu (1895–1967), profesor, preot greco-catolic și istoric român, director al Liceului „Sfântul Vasile cel Mare” din Blaj;
- Ioan Miclea (1902–1982), profesor de filosofie la Liceul „Sfântul Vasile cel Mare” din Blaj, prieten, corespondent, cu filosoful francez Jacques Maritain;
- Gheorghe Claudiu Suciu (1905–1990), academician, chimist cu contribuții în dezvoltarea, proiectarea și testarea proceselor din industria petrolului;
- Ioan Suciu (1907–1953), episcop român unit, administrator apostolic al Arhidiecezei de Alba Iulia și Făgăraș, fratele academicianului Gheorghe Claudiu Suciu;
- Max Eisikovits (1908–1983), muzician, director al Operei Maghiare din Cluj;
- Alexandru Todea (1912–2002), cardinal român, arhiepiscop-mitropolit al Bisericii Române Unite cu Roma, cu sediul la Blaj;
- Silviu Bindea (1912–1992), fotbalist;
- Ștefan Kiss (1920–1993), demnitar al regimului comunist;
- Părintele Matei Boilă (1926–2015), senator al României din partea Partidul Național Țărănesc Creștin Democrat (PNȚCD);
- Amália Szőke (1929–2008), scriitoare și traducătoare;
- Lucian Mureșan (n. 1931), cardinal român, arhiepiscop-major, întâistătătorul Bisericii Române Unite cu Roma, membru de onoare al Academiei Române;
- Sonia Colceru⁠(d) (n. 1934), voleibalistă;
- Doina Ivănescu (1935–1996), voleibalistă;
- Nicolae Hâncu (n. 1940), medic și nutriționist, profesor universitar doctor; membru de onoare al Academiei Române;
- Tiberiu Bărbulețiu (n. 1963), deputat PNL;
- Dieter Roth (n. 1983), boxer.
- Conferențiar universitar, doctor în muzică, Lucian Nireșteanu profesor de Teoria muzicii, Armonie și Pian, la Facultatea de Muzică a Universității Transilvania din Brașov. A creat și editat numeroase manuale, lucrări teoretice, creații corale originale, aranjamente și adaptări după melodii folclorice, reducții pentru diferite instrumente (nai, vioară, pian), armonizări vocale și instrumentale. A fost dirijor adjunct și pianist al corului Astra, condus de prof. Ioan Oarcea.

De asemenea, a făcut parte din trupa de rock „Academic”, formație studențească înființată în 1975 de doi conservatoriști (Mircea Gropșianu și Florian Mușat), unde a cântat timp de un an la clape și voce.
- Bogdan Cistean⁠(d) (n. 1986), fotbalist;
- Bogdan Jica⁠(d) (n. 2000), fotbalist.

## Date geologice
În perimetrul acestei localități s-a pus în evidență prezența unei acumulări de sare gemă.

## Transporturi
- Drumuri naționale: DN 14B (legătura cu București, Cluj, Oradea) și DN 7 (legătură cu Arad, Timișoara). Drumuri județene: DJ 142 (legătura cu Tg. Mureș).
- Calea ferată face legătura directă cu orașele: București, Cluj, Tg. Mureș, Sovata, Budapesta și Viena. Aeroporturi apropiate sunt cele din Sibiu, Cluj și Târgu Mureș.

## Monumente

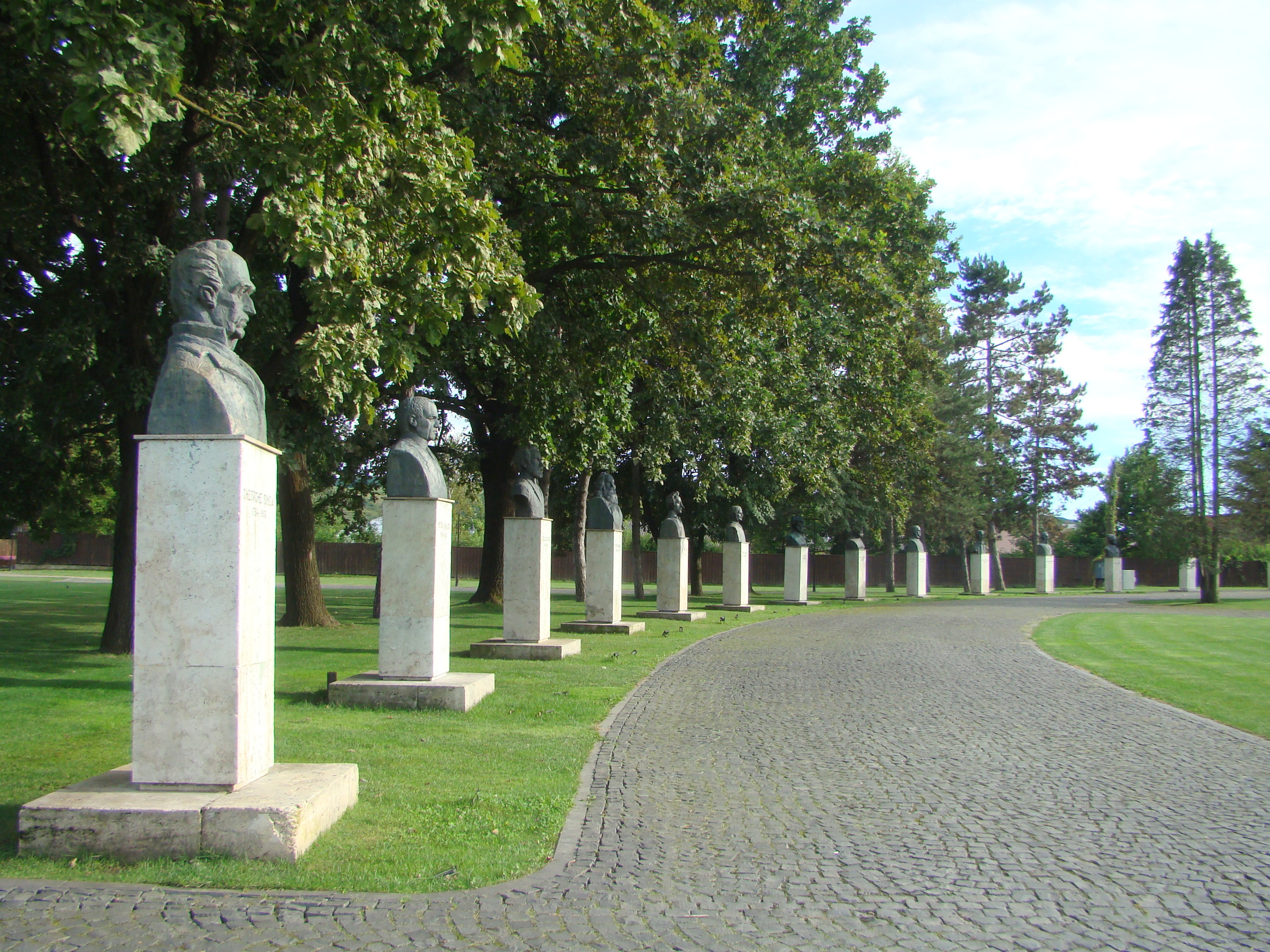
Câmpia Libertății

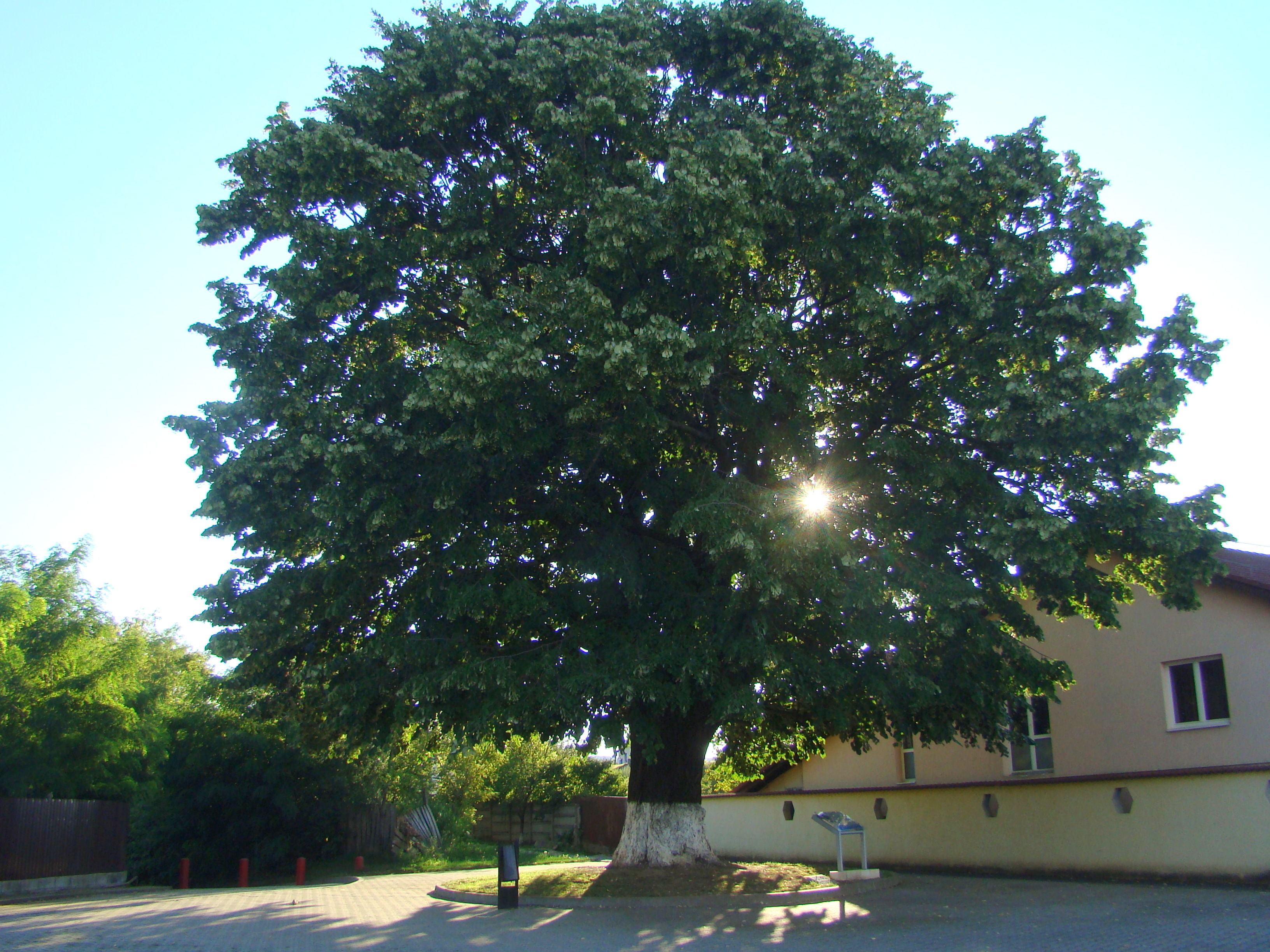
Teiul lui Eminescu

- Castelul din Blaj, fosta reședință nobiliară din secolele XVI-XVIII, ulterior reședință episcopală
- Catedrala Sfânta Treime din Blaj
- Câmpia Libertății
- Palatul Cultural din Blaj
- Liceul Sfântul Vasile din Blaj, prima școală publică cu predare în limba română
- Mănăstirea Buna Vestire (1741-1777), monument istoric
- Biserica Grecilor, cu cimitirul aferent, monument din secolul al XVIII-lea
- Casa lui Mihai Molnar
- Biserica reformată din Petrisat, inițial romano-catolică, monument din secolul al XIII-lea
- Biserica romano-catolică
- Crucea lui Ioan Bob (1820), monument istoric
- Crucea lui Avram Iancu (1993)
- Stejarul lui Avram Iancu
- Teiul lui Eminescu
- Copia Lupei Capitolina, simbolul latinității
- Monumentul Eroilor Români din Al Doilea Război Mondial. Monumentul este amplasat pe Strada Eroilor nr. 2 și a fost dezvelit în anul 1944, în memoria ostașilor români jertfiți în Al Doilea Război Mondial. Acesta este realizat din beton mozaicat și nu are împrejmuire. Pe fațada monumentului se află un înscris care elogiază jertfa ostașilor români.

## Supranume
Orașul Blaj a fost începând din secolul al XVIII–lea până la Marea Unire din 1918 capitala culturală a românilor transilvăneni și de aceea i s-au dat diferite denumiri: „Mecca românilor”, „Sionul românesc”, orașul „Luminilor ardelene”, „Școala școlilor românești”, iar Mihai Eminescu a numit Blajul: „Mica Romă” (Roma Mică).

## Politică și administrație

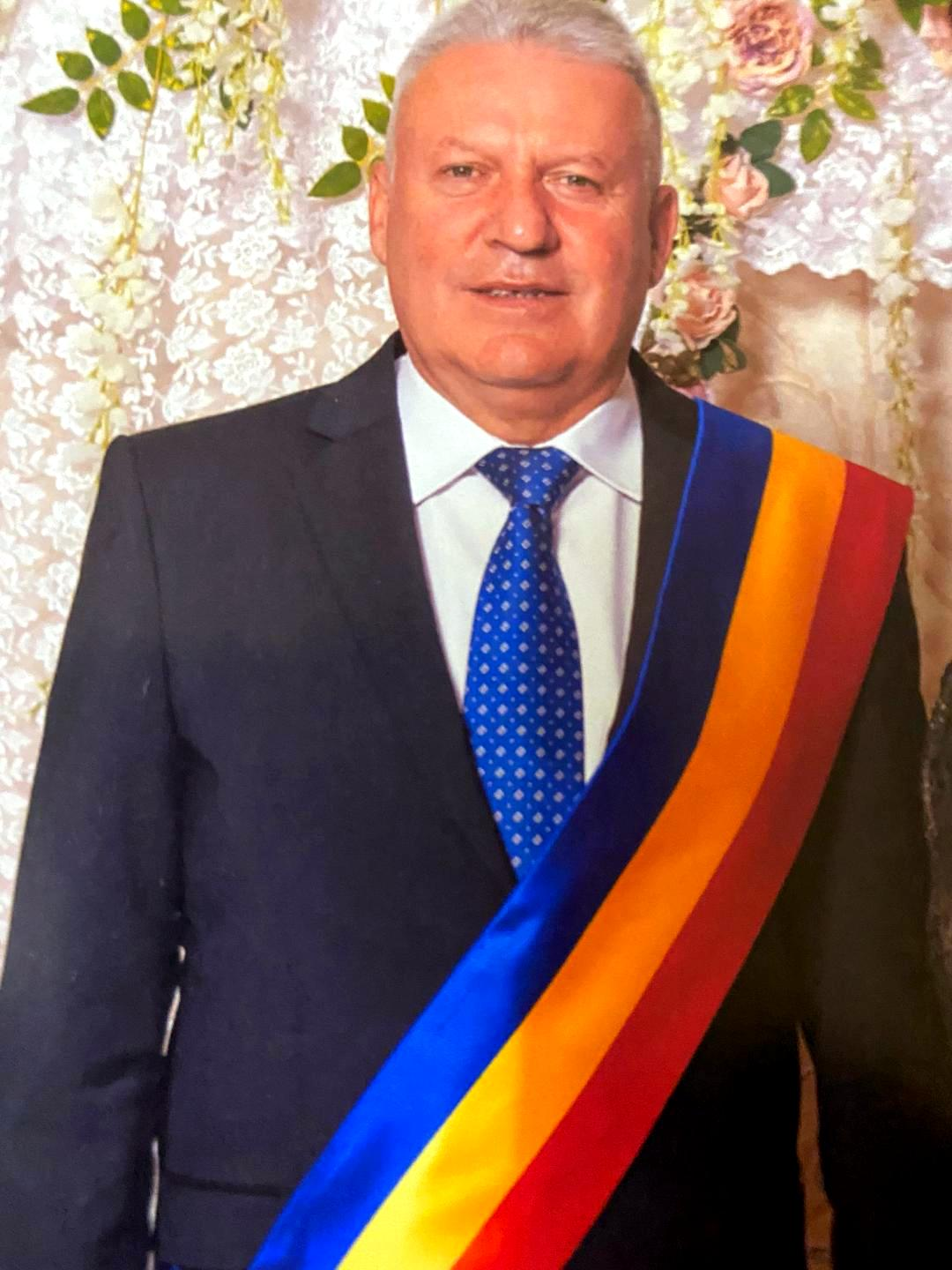
Primarul municipiului Blaj: Gheorghe Valentin Rotar

Municipiul Blaj este administrat de un primar și un consiliu local compus din 19 consilieri. Primarul, Gheorghe Valentin Rotar[*], de la Partidul Național Liberal, este în funcție din 2008. Începând cu alegerile locale din 2024, consiliul local are următoarea componență pe partide politice:
|  | Partid                          | Consilieri | Componența Consiliului | Componența Consiliului | Componența Consiliului | Componența Consiliului | Componența Consiliului | Componența Consiliului | Componența Consiliului | Componența Consiliului | Componența Consiliului | Componența Consiliului | Componența Consiliului | Componența Consiliului | Componența Consiliului |
|  | ------------------------------- | ---------- | ---------------------- | ---------------------- | ---------------------- | ---------------------- | ---------------------- | ---------------------- | ---------------------- | ---------------------- | ---------------------- | ---------------------- | ---------------------- | ---------------------- | ---------------------- |
|  | Partidul Național Liberal       | 13         |                        |                        |                        |                        |                        |                        |                        |                        |                        |                        |                        |                        |                        |
|  | Uniunea Salvați România         | 3          |                        |                        |                        |                        |                        |                        |                        |                        |                        |                        |                        |                        |                        |
|  | Partidul Social Democrat        | 2          |                        |                        |                        |                        |                        |                        |                        |                        |                        |                        |                        |                        |                        |
|  | Alianța pentru Unirea Românilor | 1          |                        |                        |                        |                        |                        |                        |                        |                        |                        |                        |                        |                        |                        |

### Orașe înfrățite
Municipiul Blaj este înfrățit cu următoarele localități:
- Bacău
- Allschwil⁠(d) (Elveția)
- Morlanwelz (Belgia)
- Recanati (Italia)
- Durlești (Moldova)

## Imagini

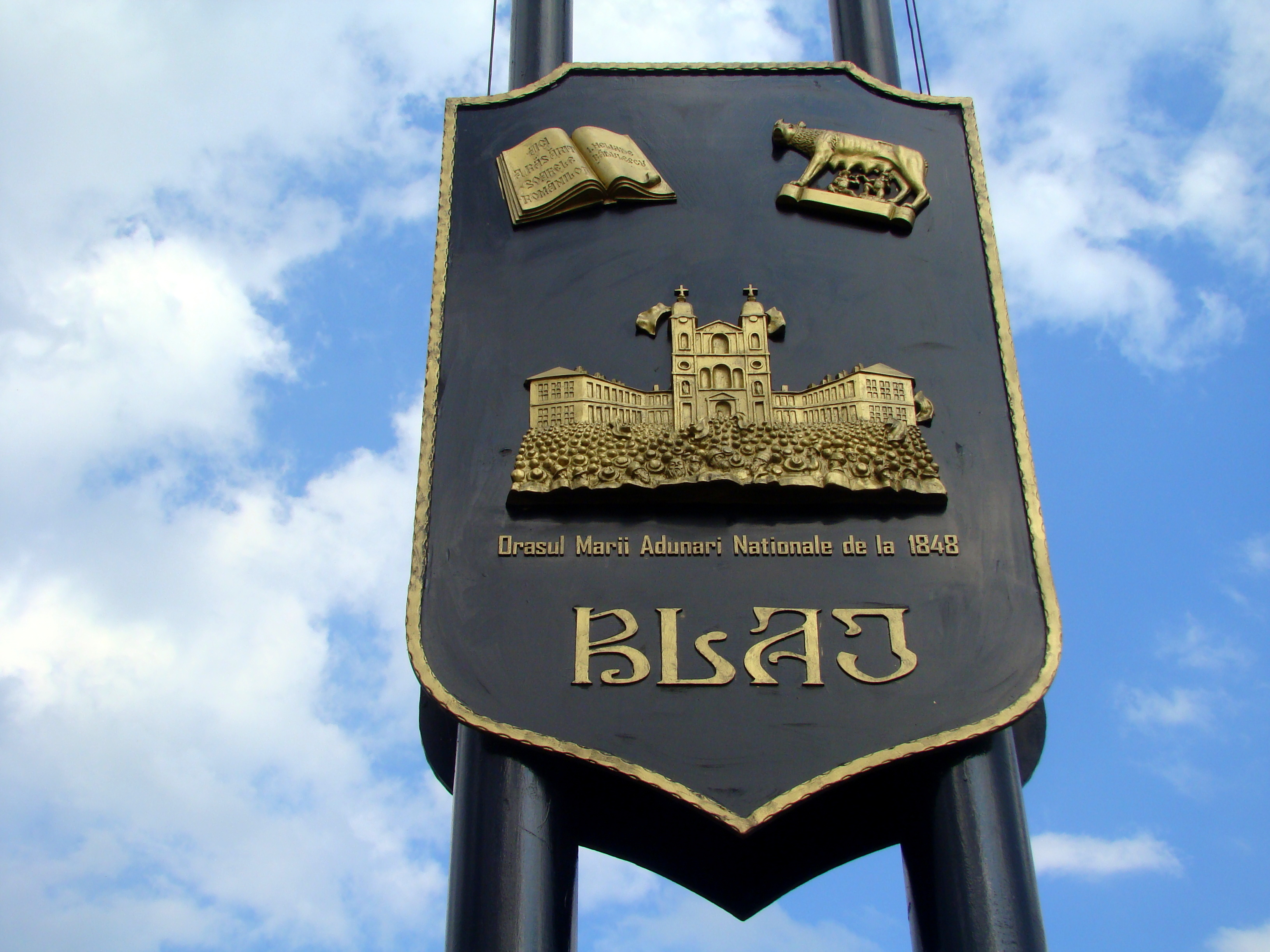
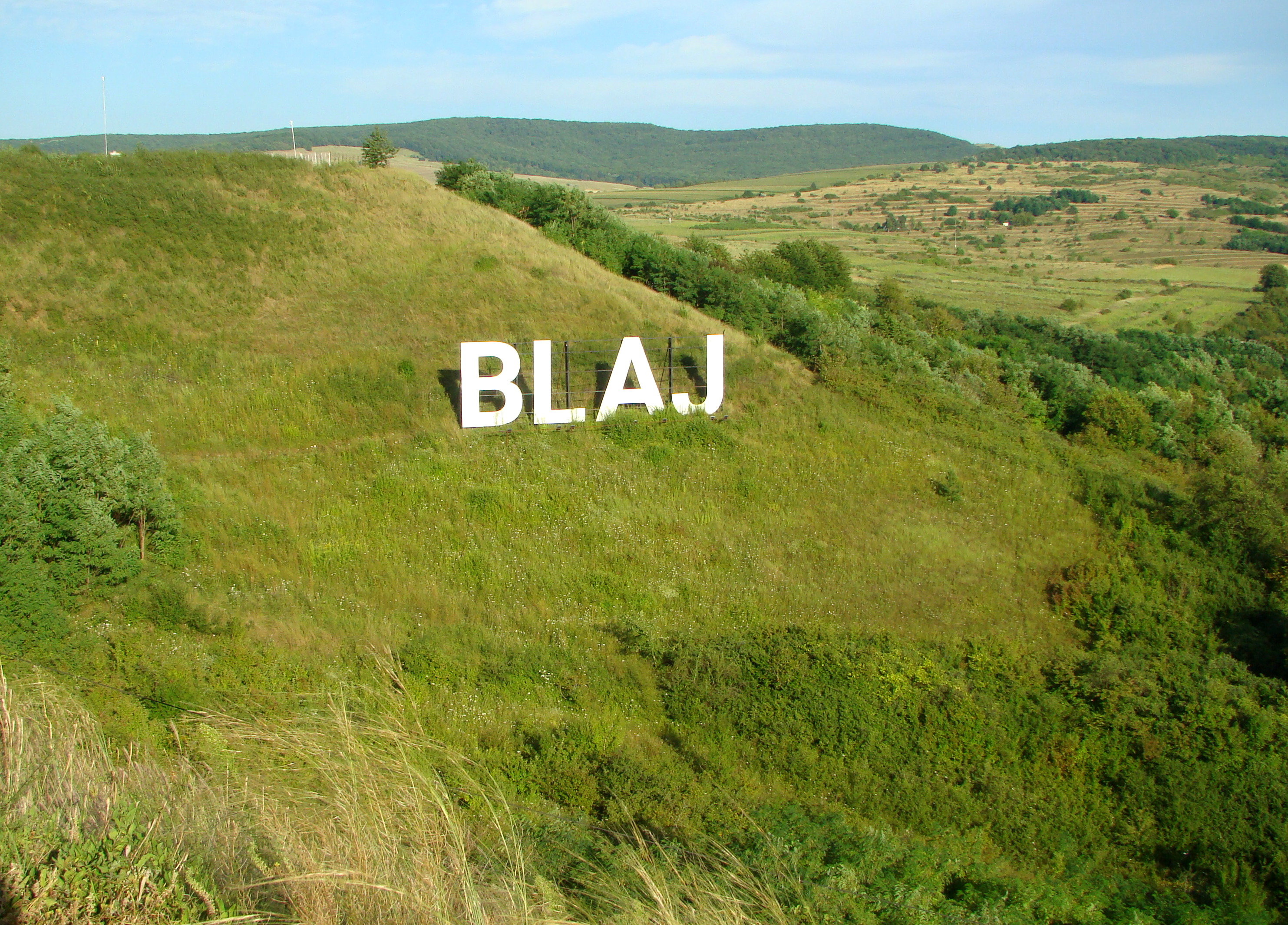
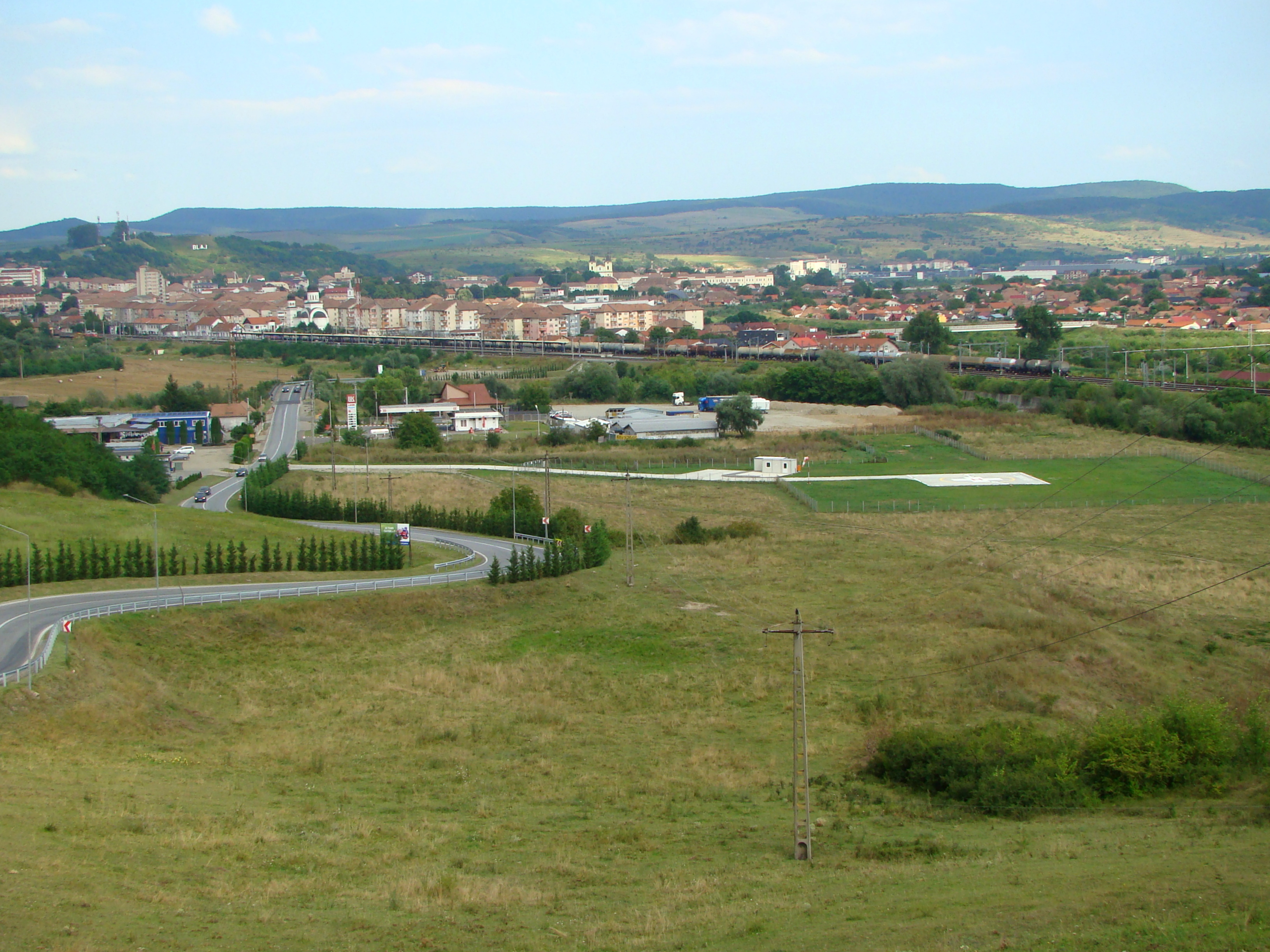
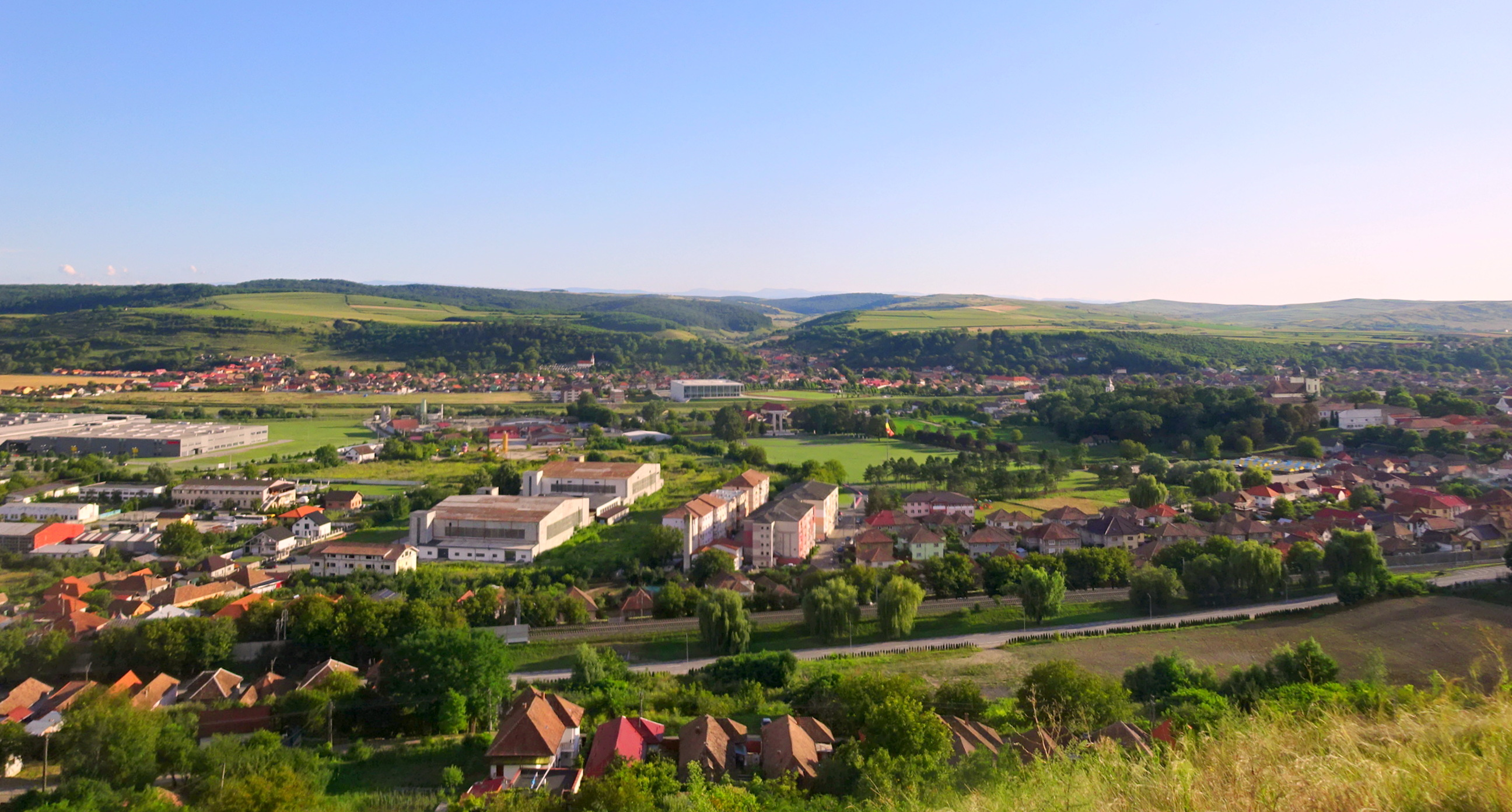
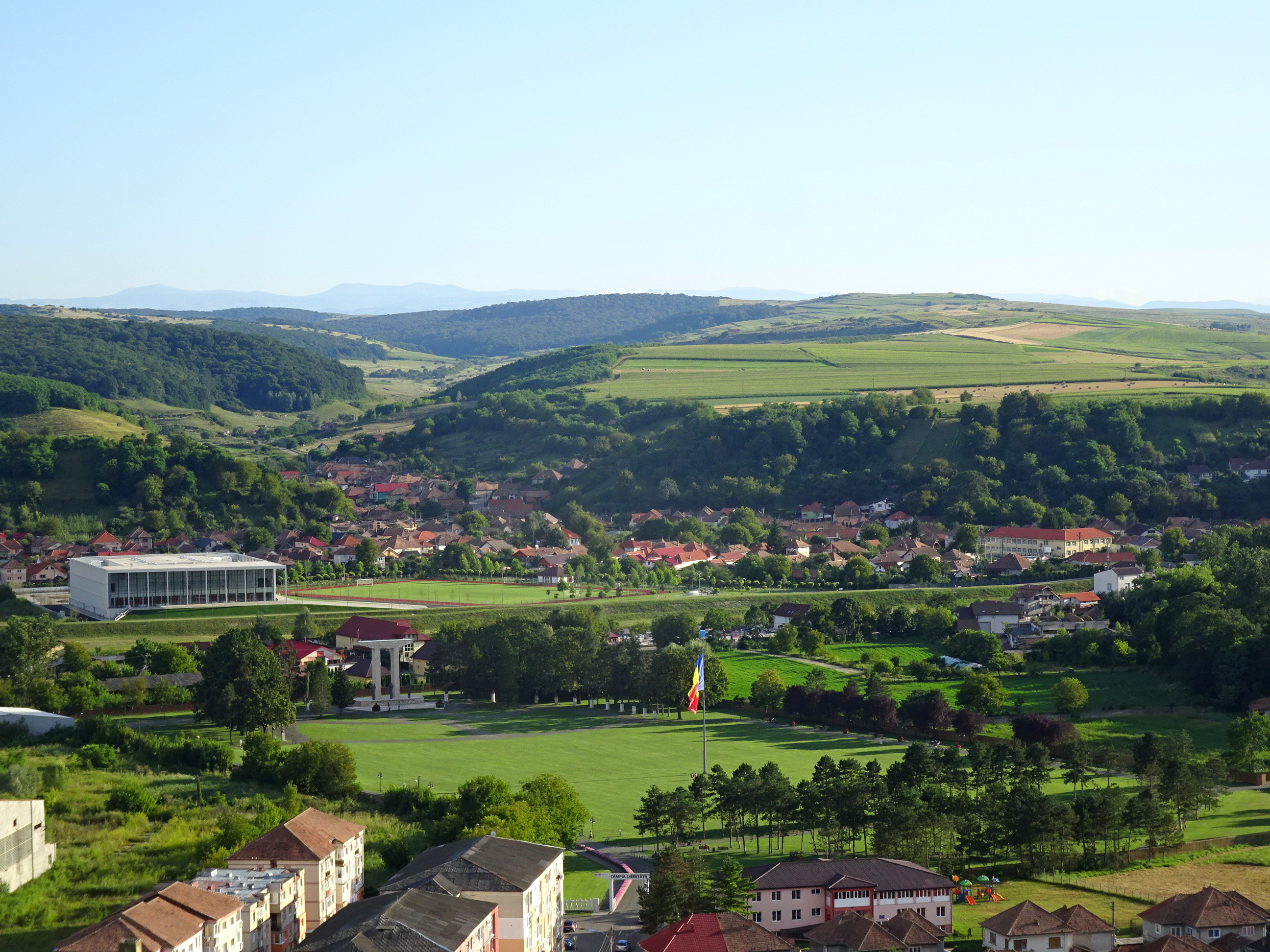
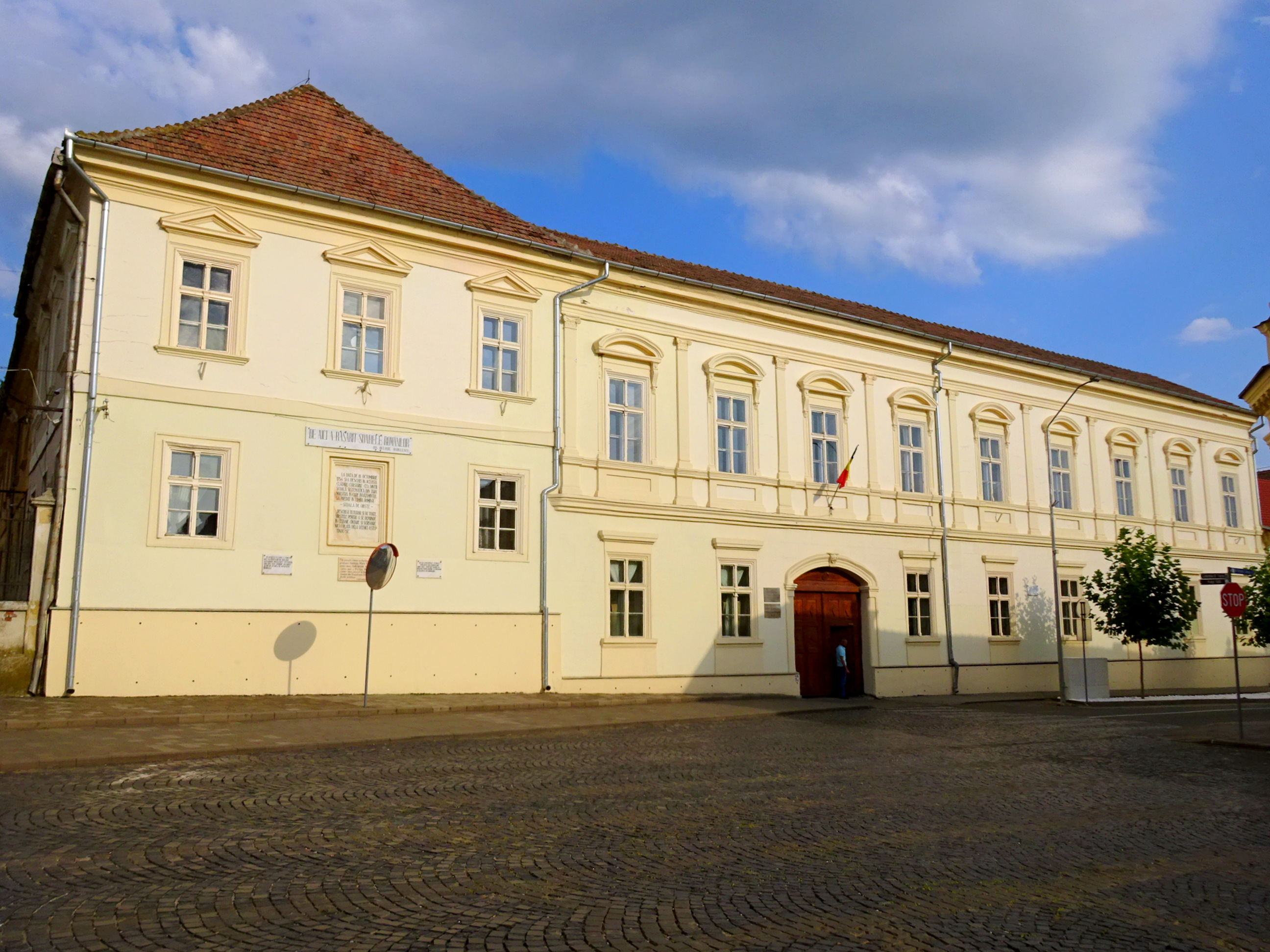
Prima Școală Românească
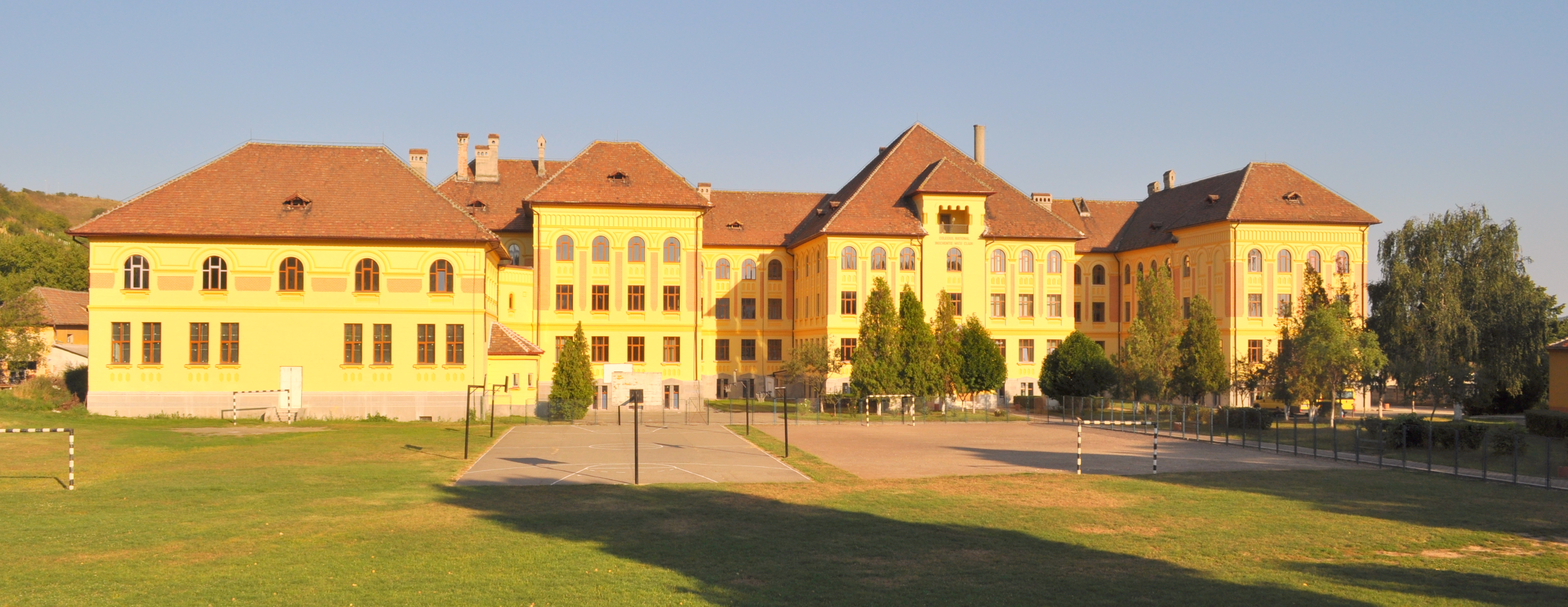
Colegiul Național Inocențiu Micu-Klein
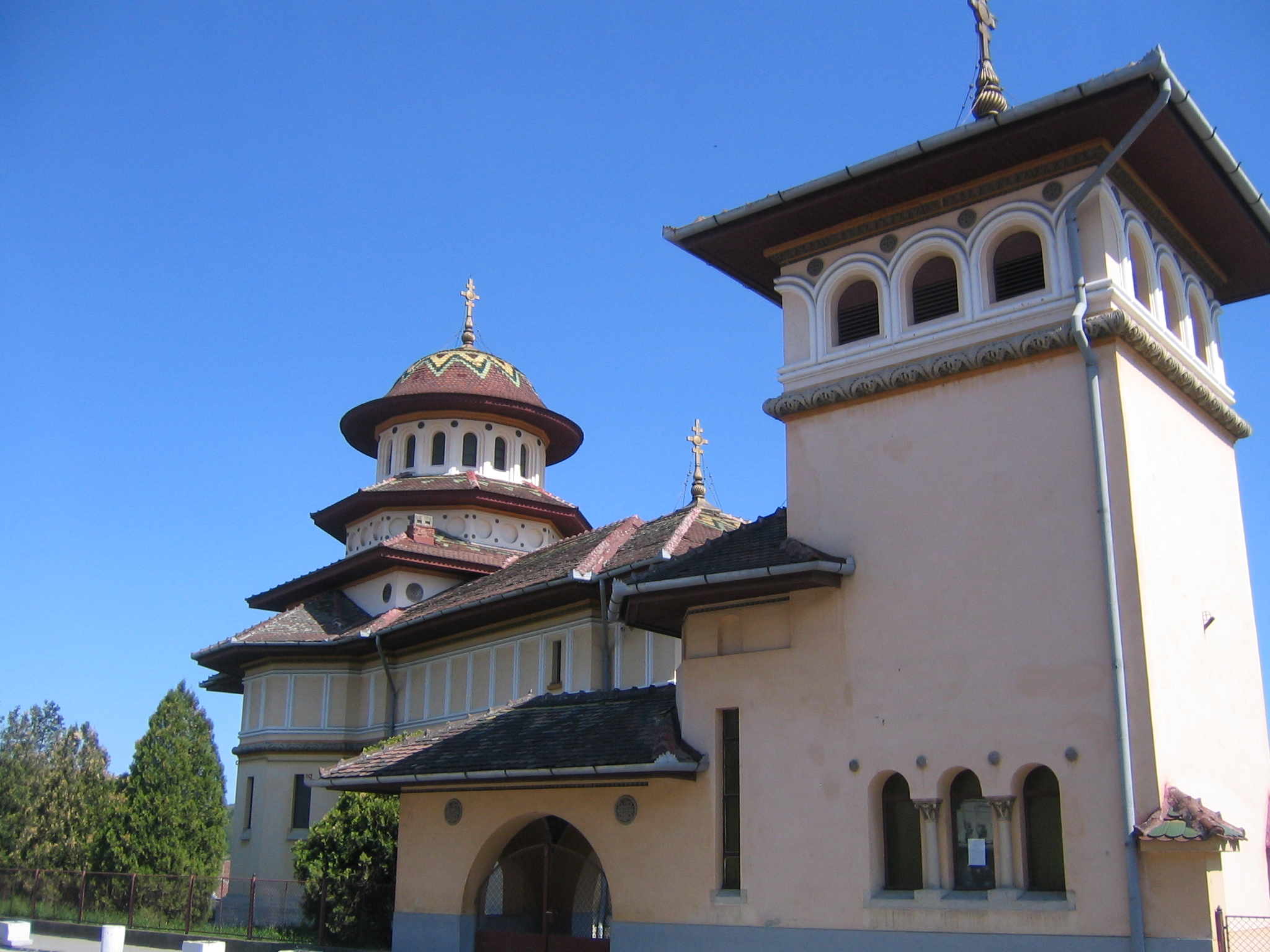
Biserica Ortodoxă (construită în anii 1920)
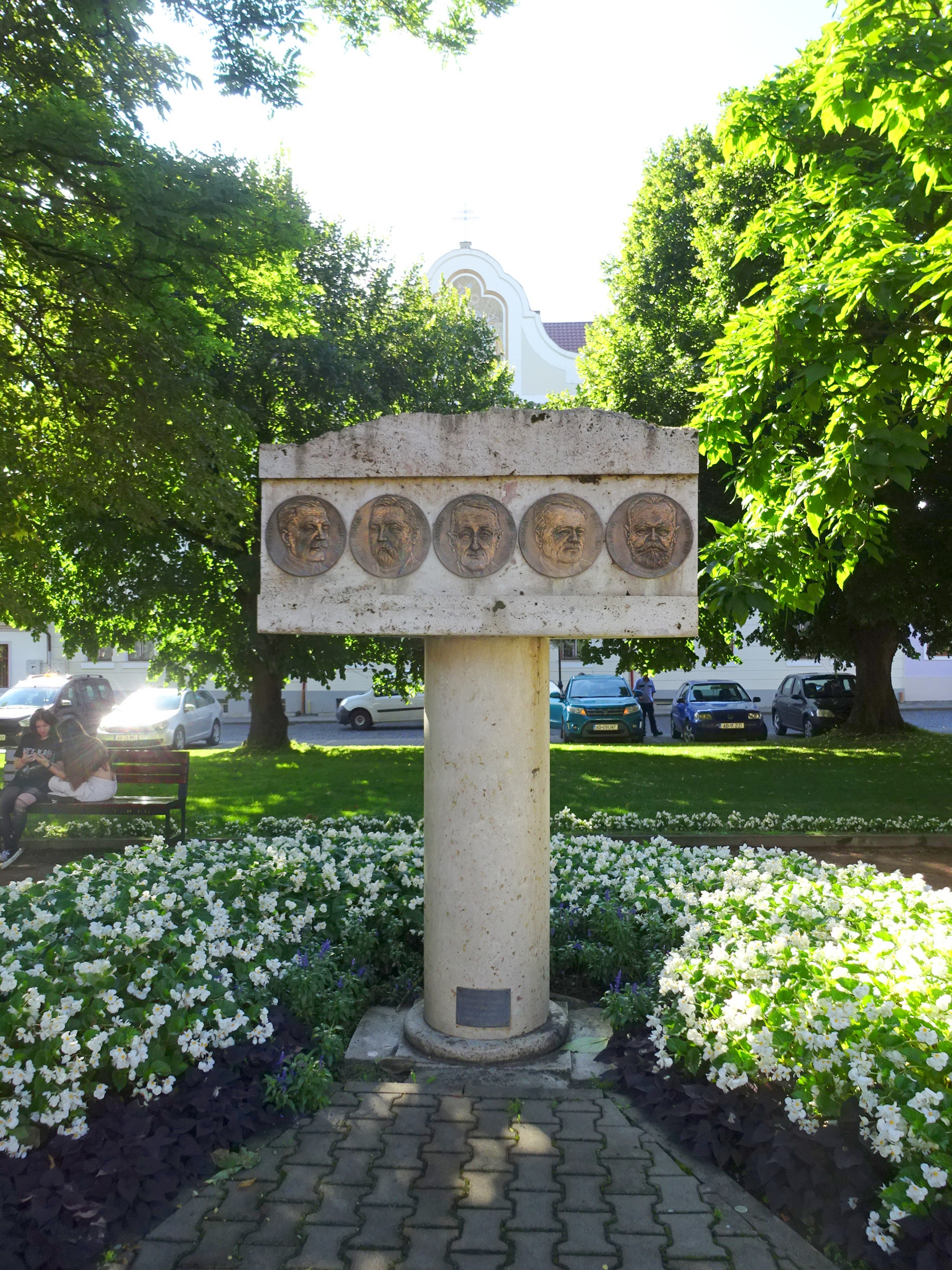
Monumentul membrilor ASTRA din Blaj
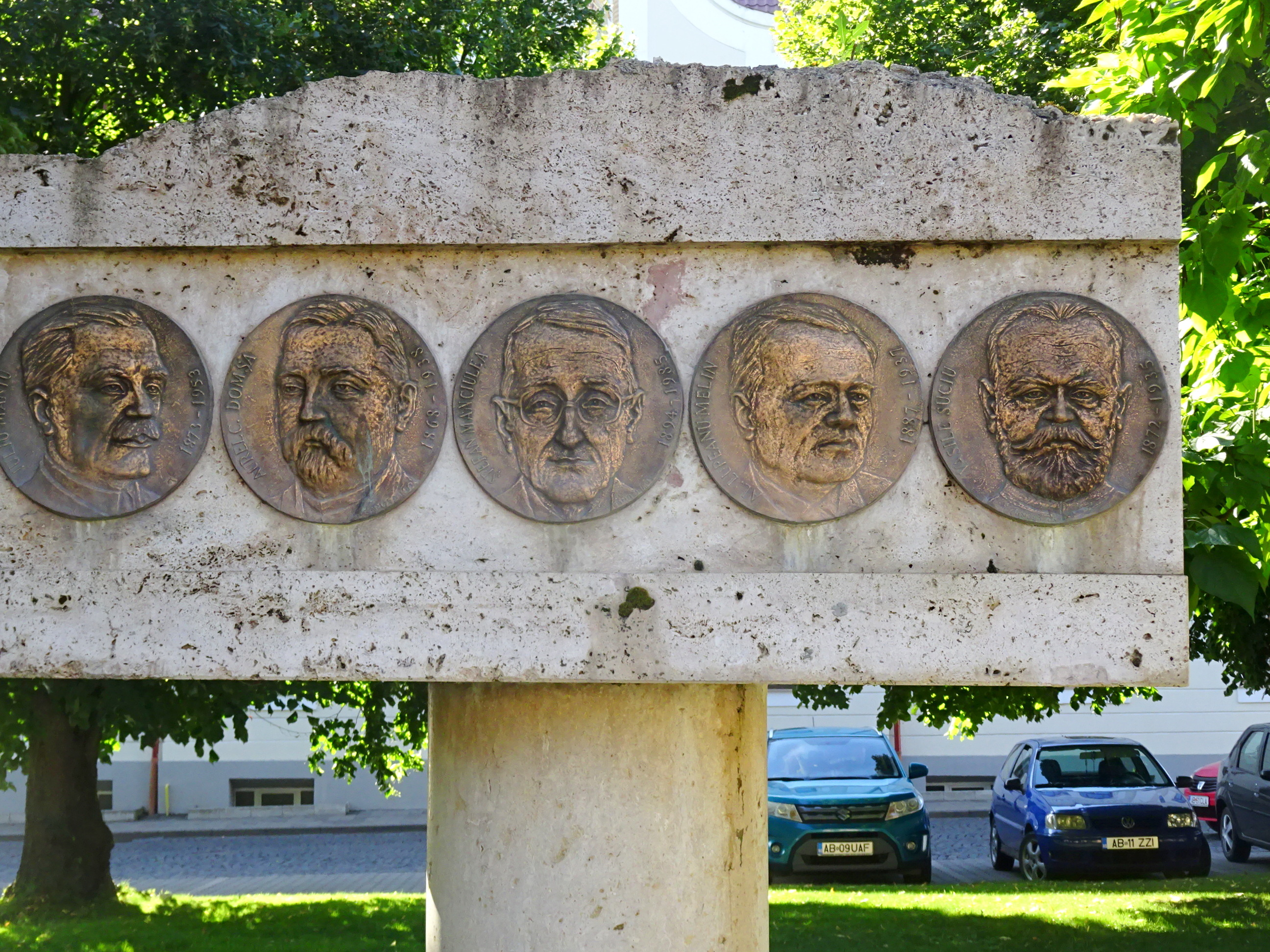
Monumentul membrilor ASTRA (detaliu)
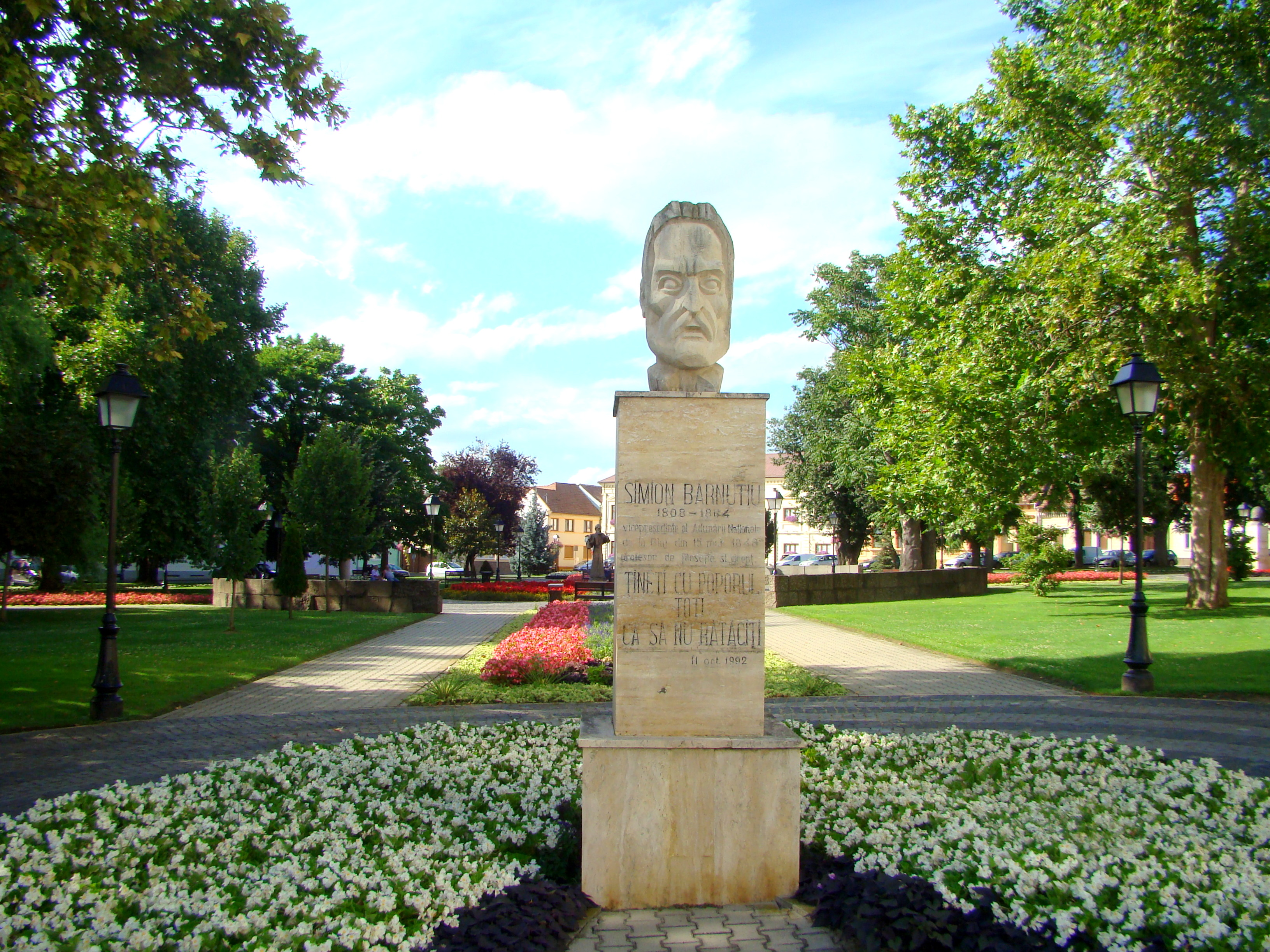
Bustul lui Simion Bărnuțiu din Piața 1848
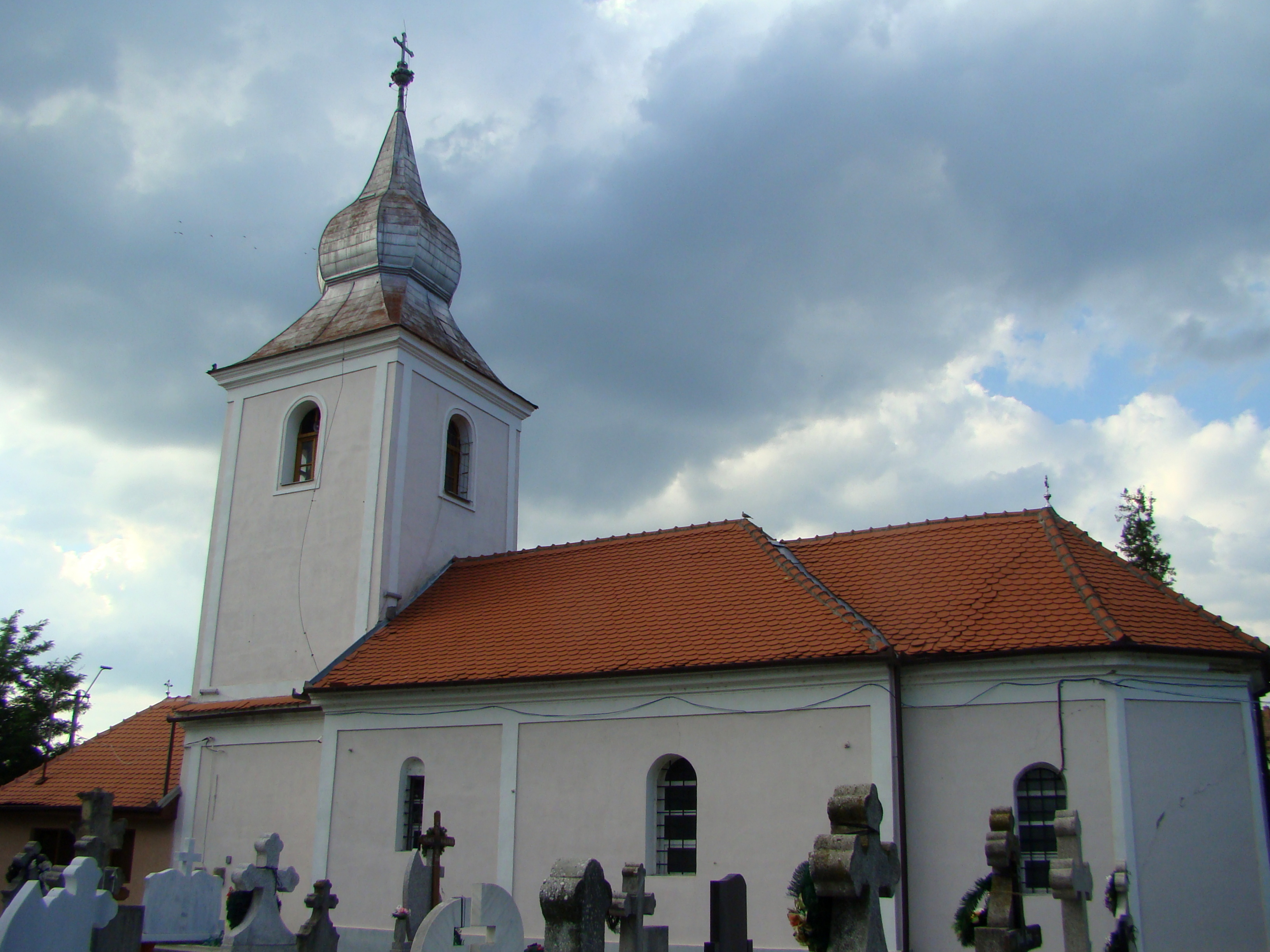
Biserica Grecilor (sec. al XVIII-lea)
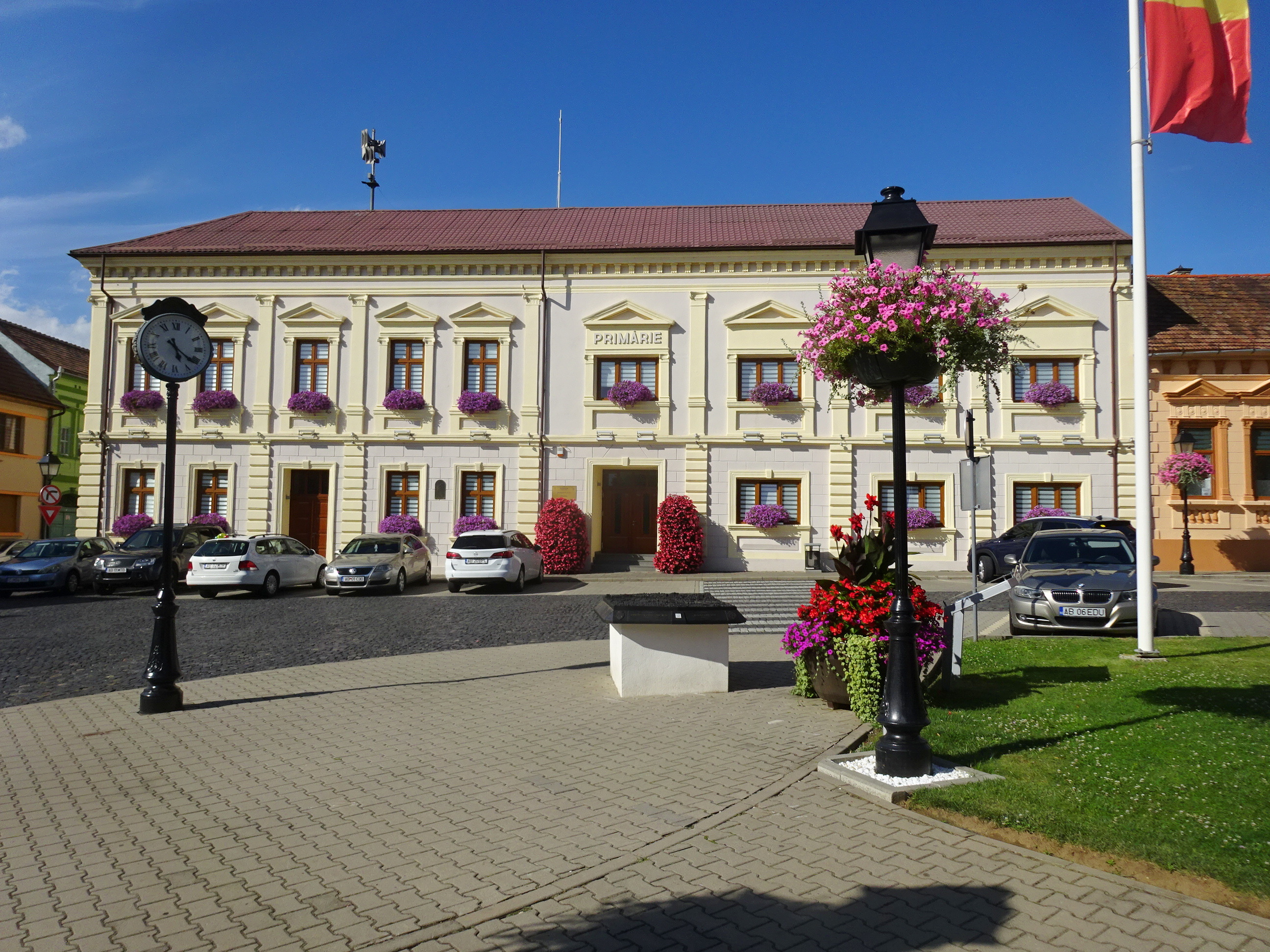
Primăria
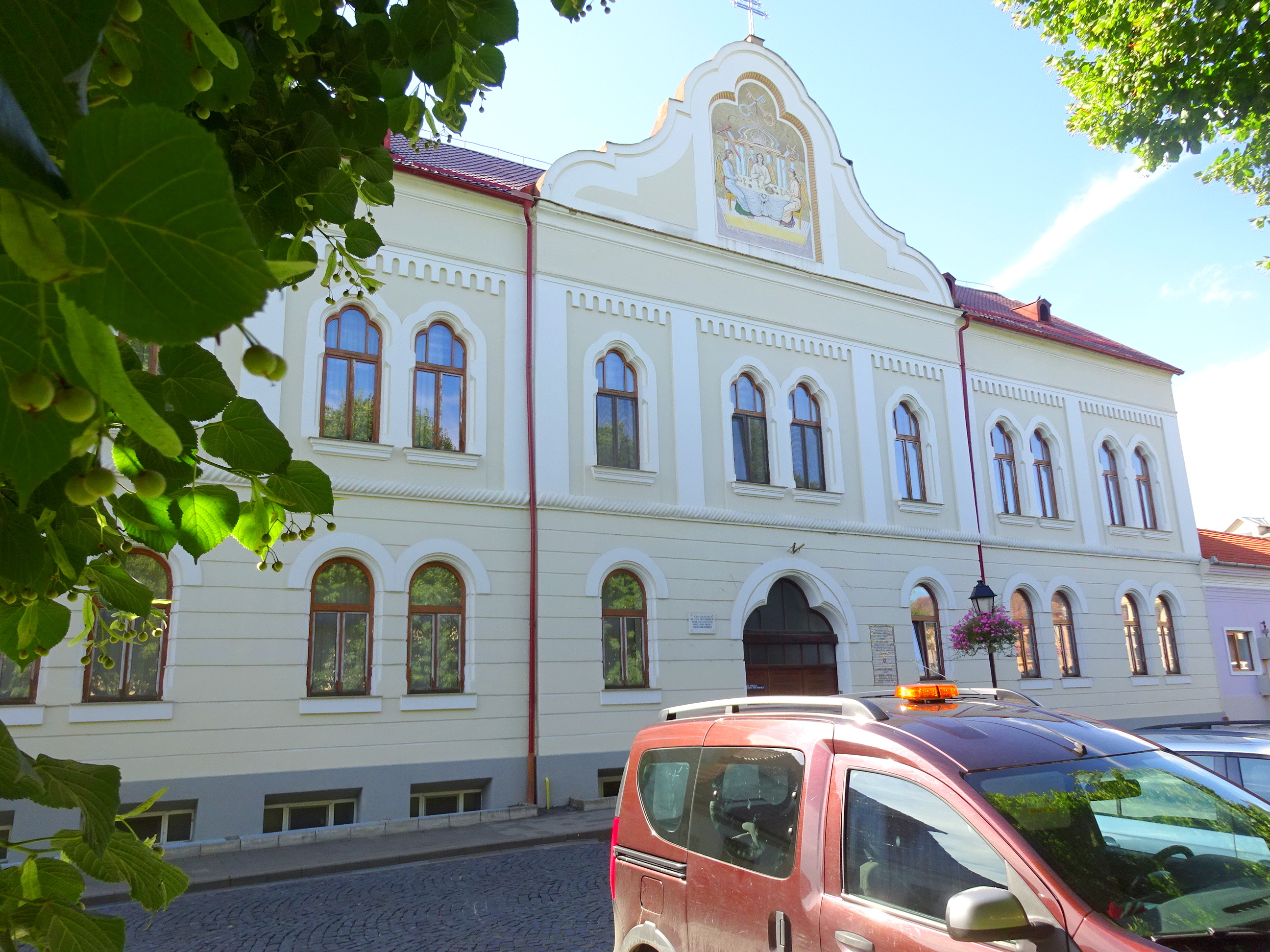
Clădirea Curiei Arhiepiscopiei Majore Blaj
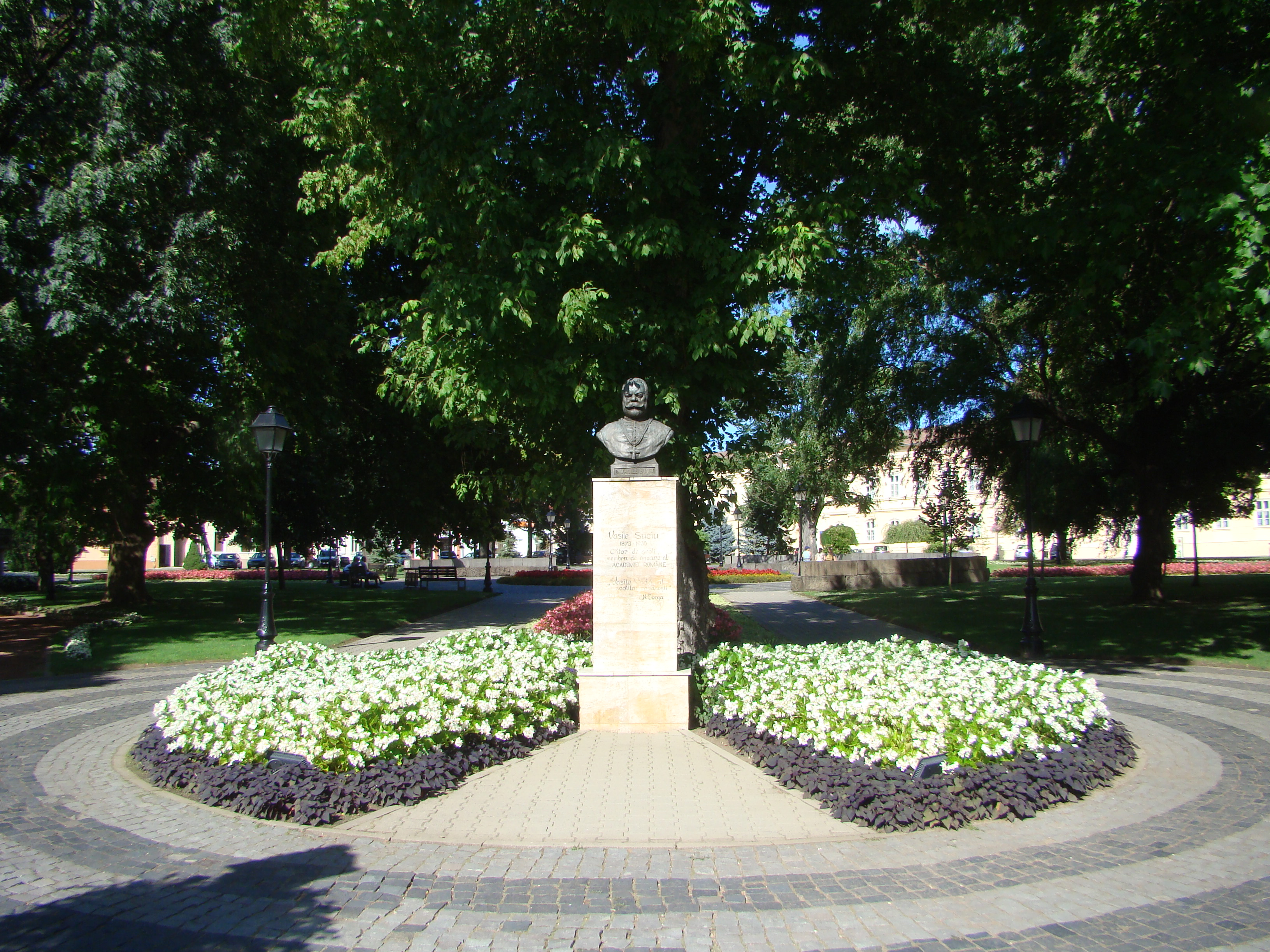
Bustul lui Vasile Suciu din Piața 1848
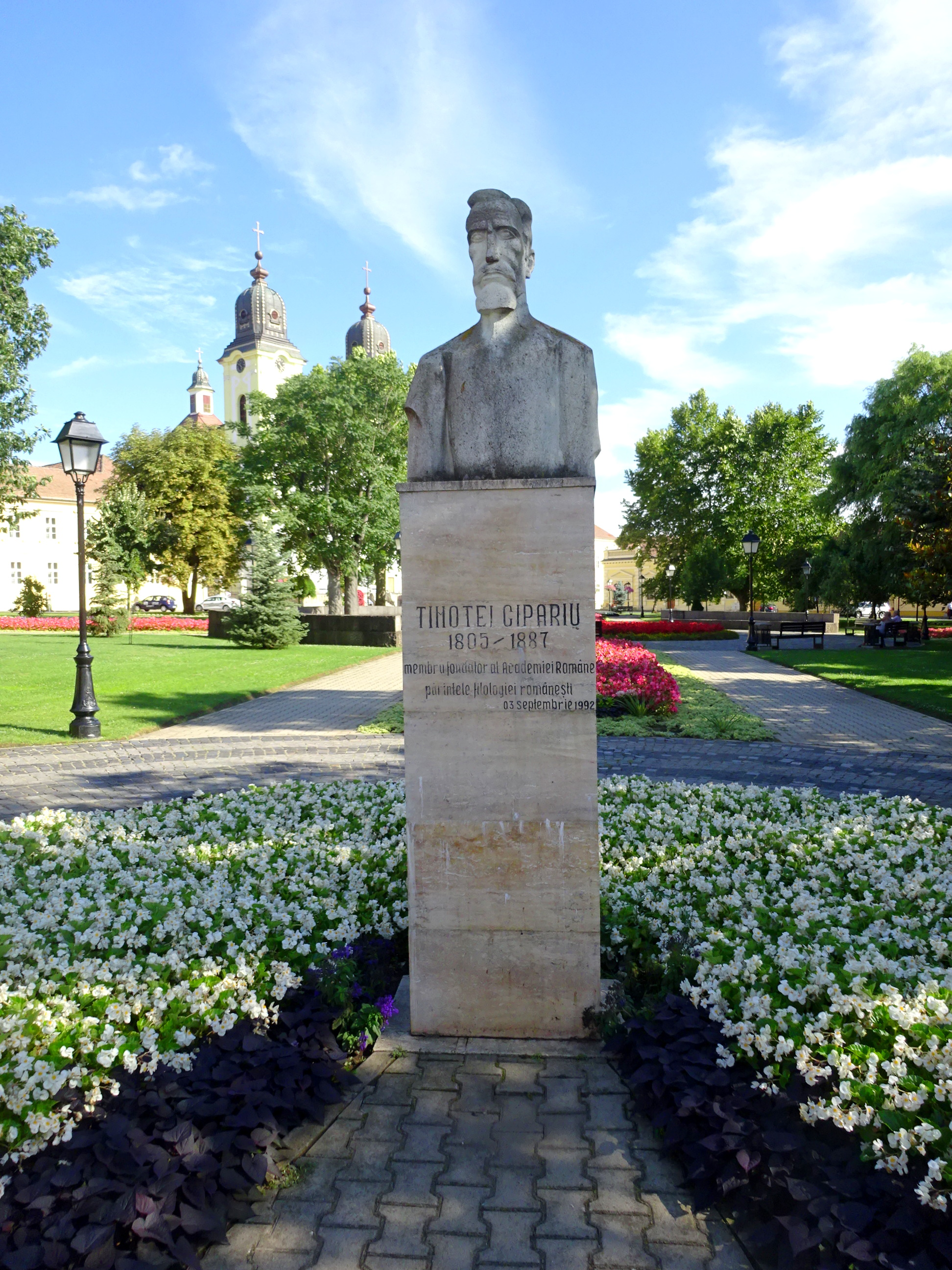
Bustul lui Timotei Cipariu din Piața 1848
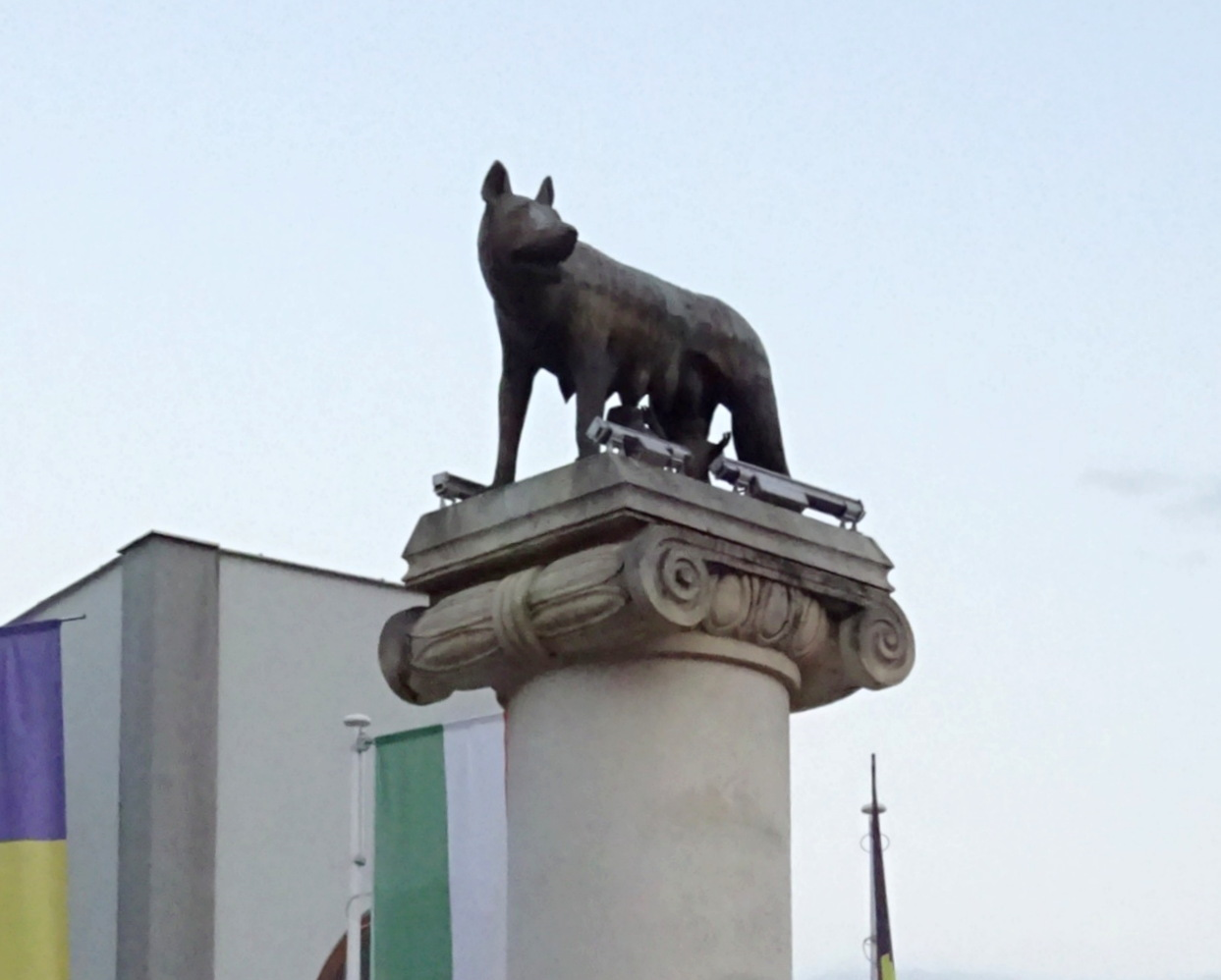
Statuia Lupoaicei
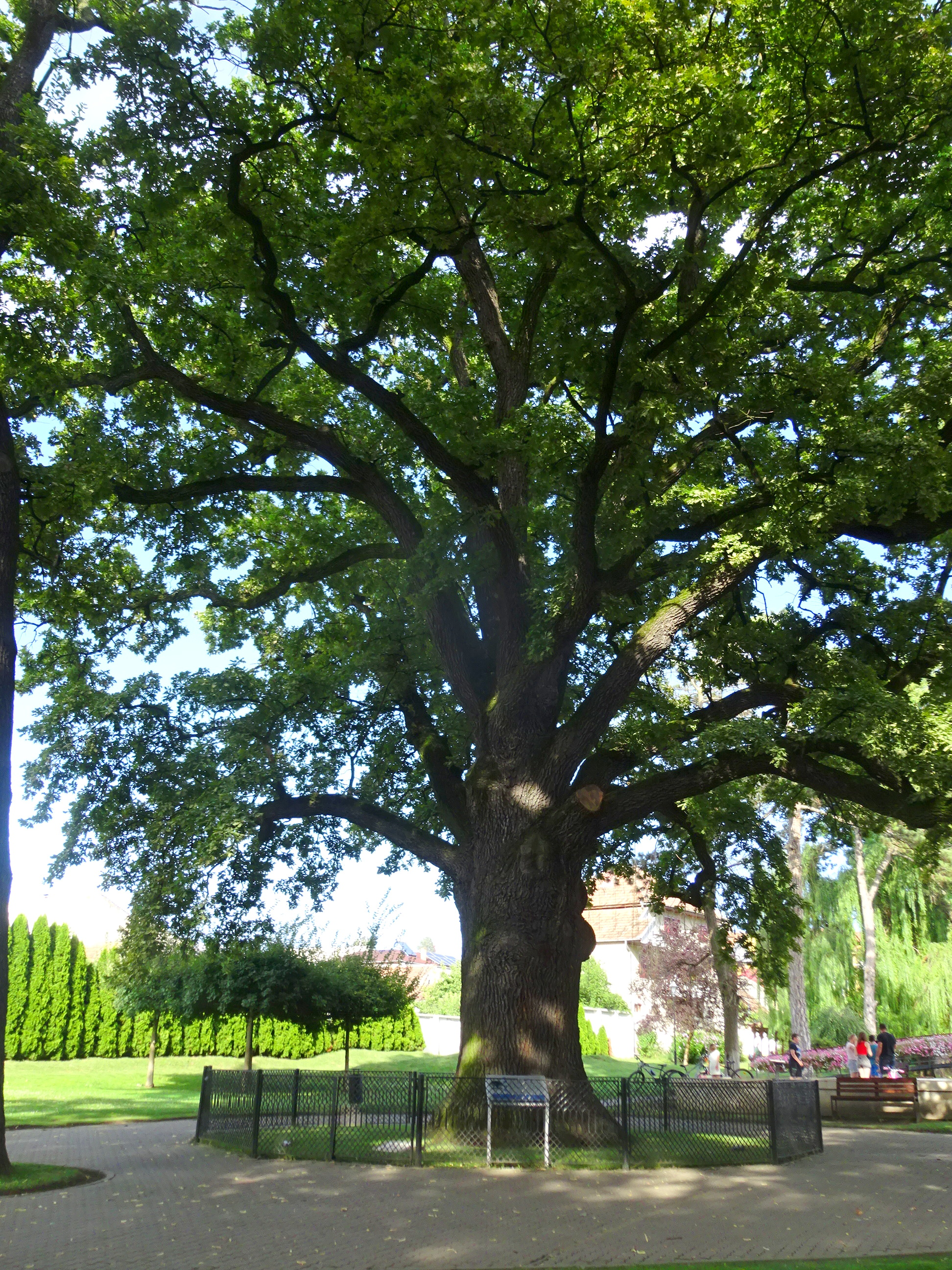
Stejarul lui Avram Iancu
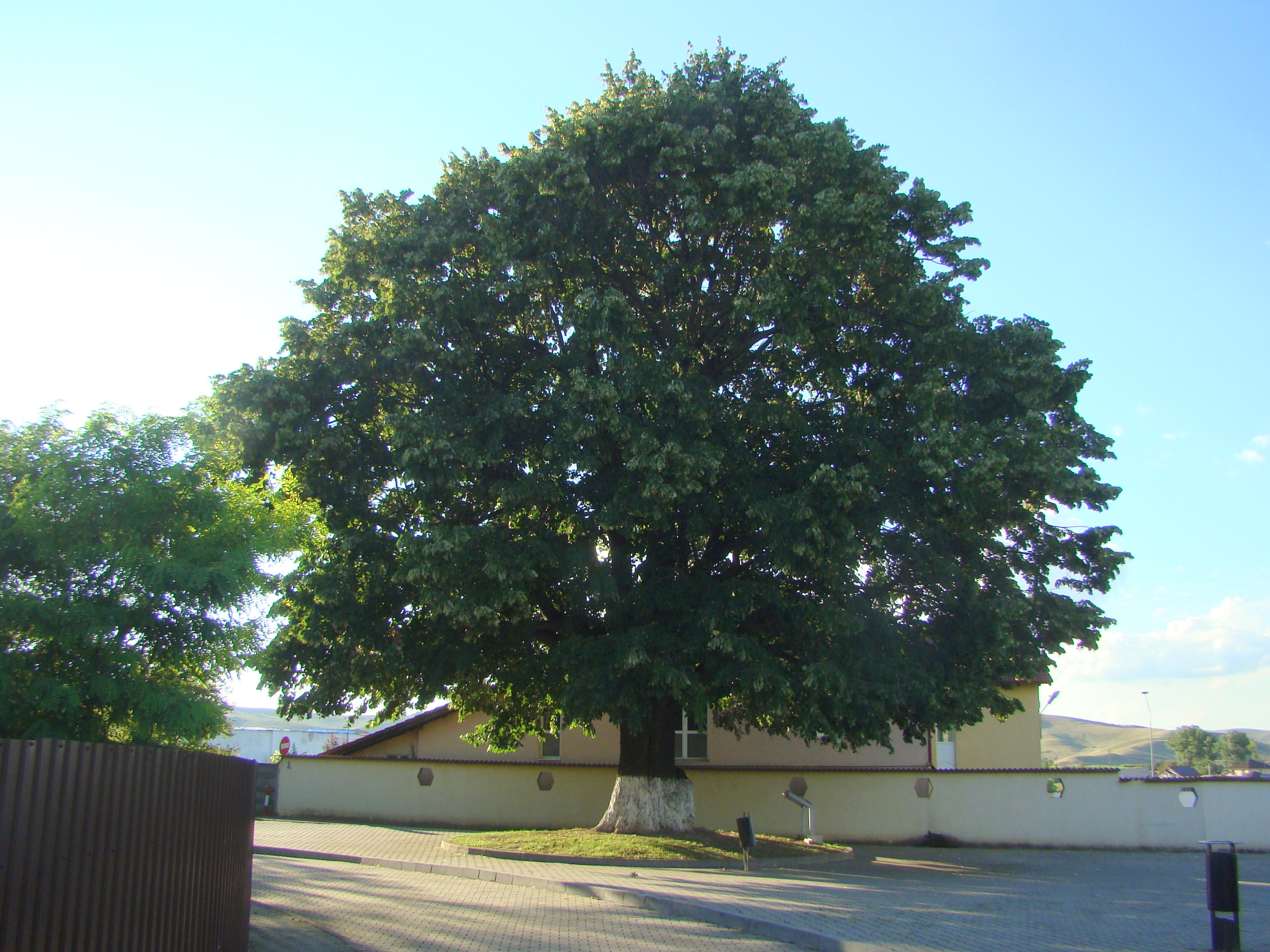
Teiul lui Mihai Eminescu
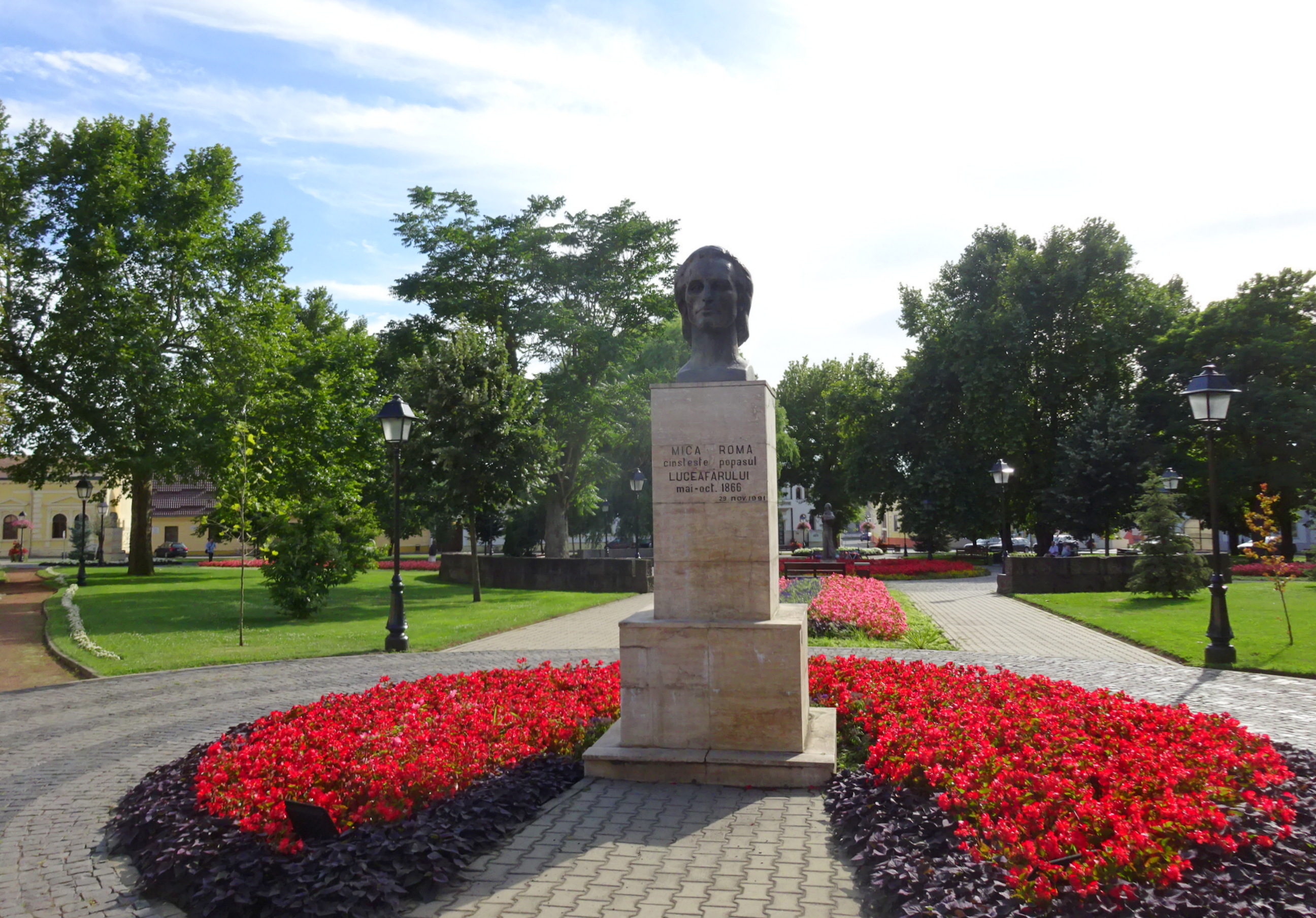
Bustul lui Mihai Eminescu din Piața 1848
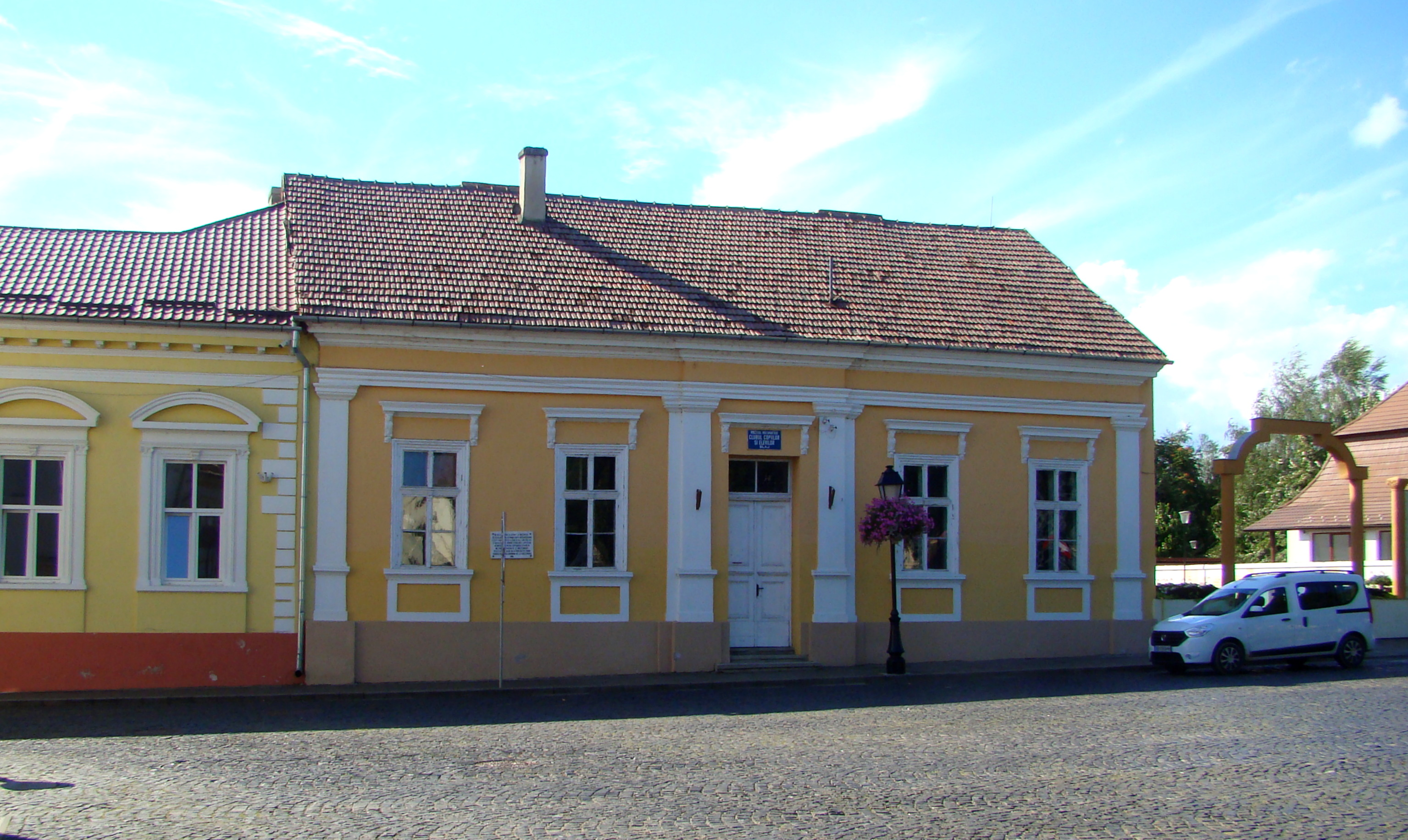
Casa în care a locuit Iuliu Maniu
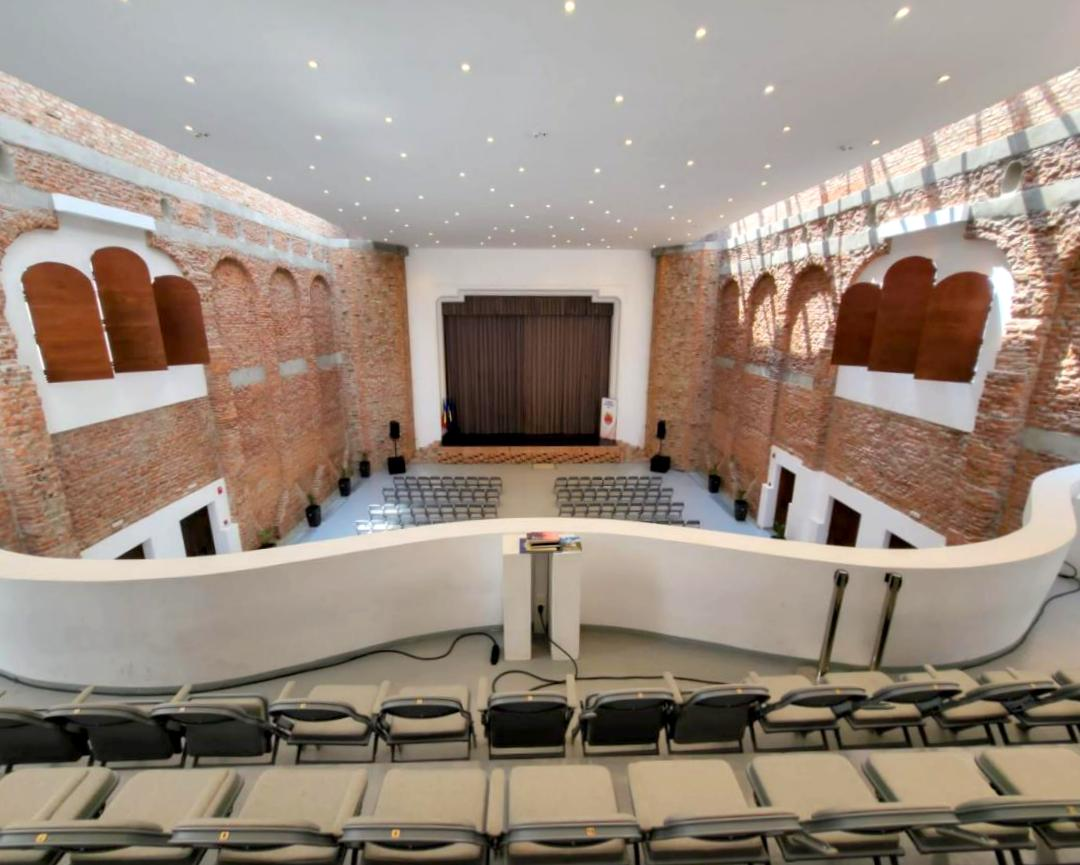
Palatul Cultural
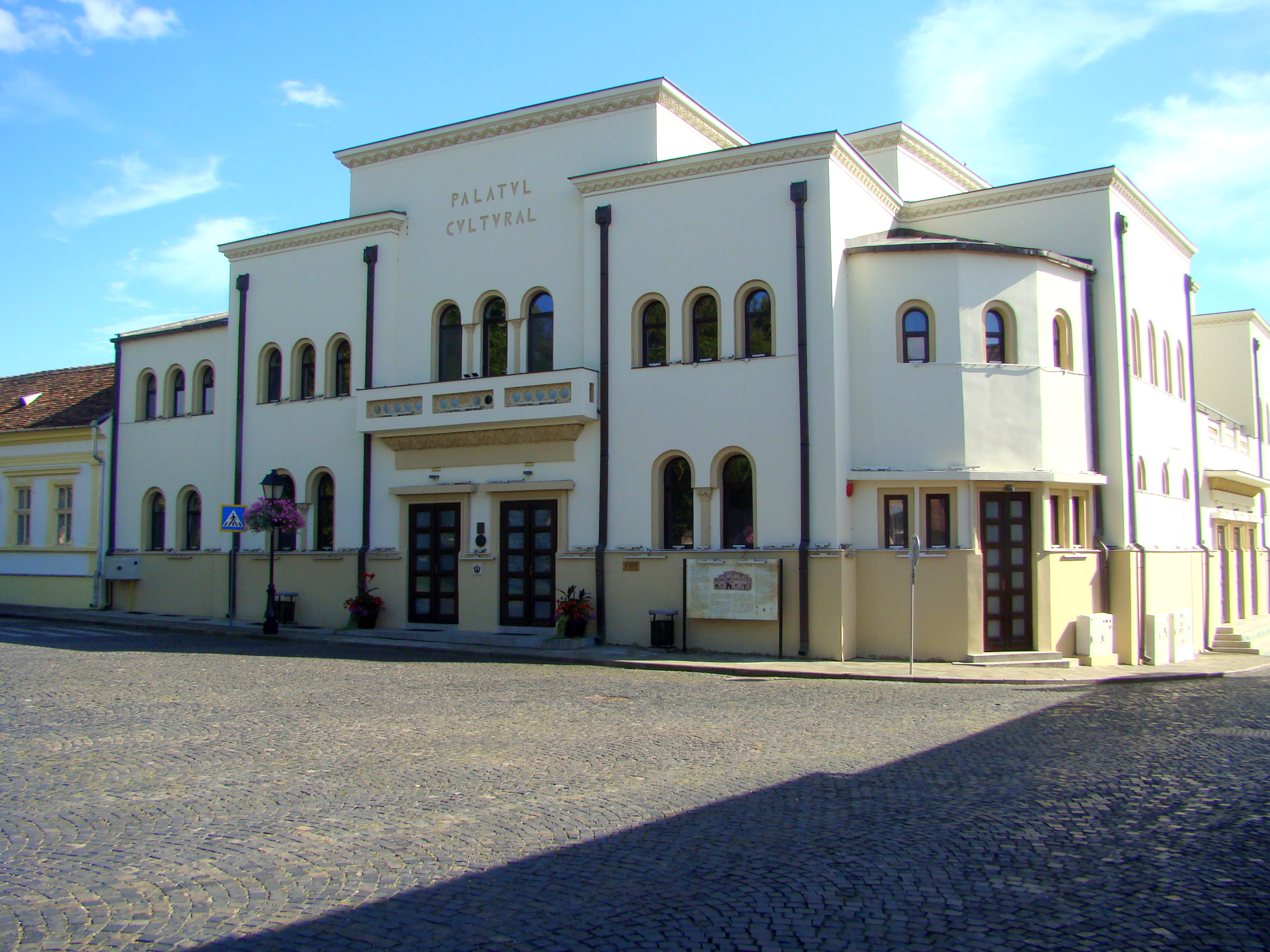
Palatul Cultural
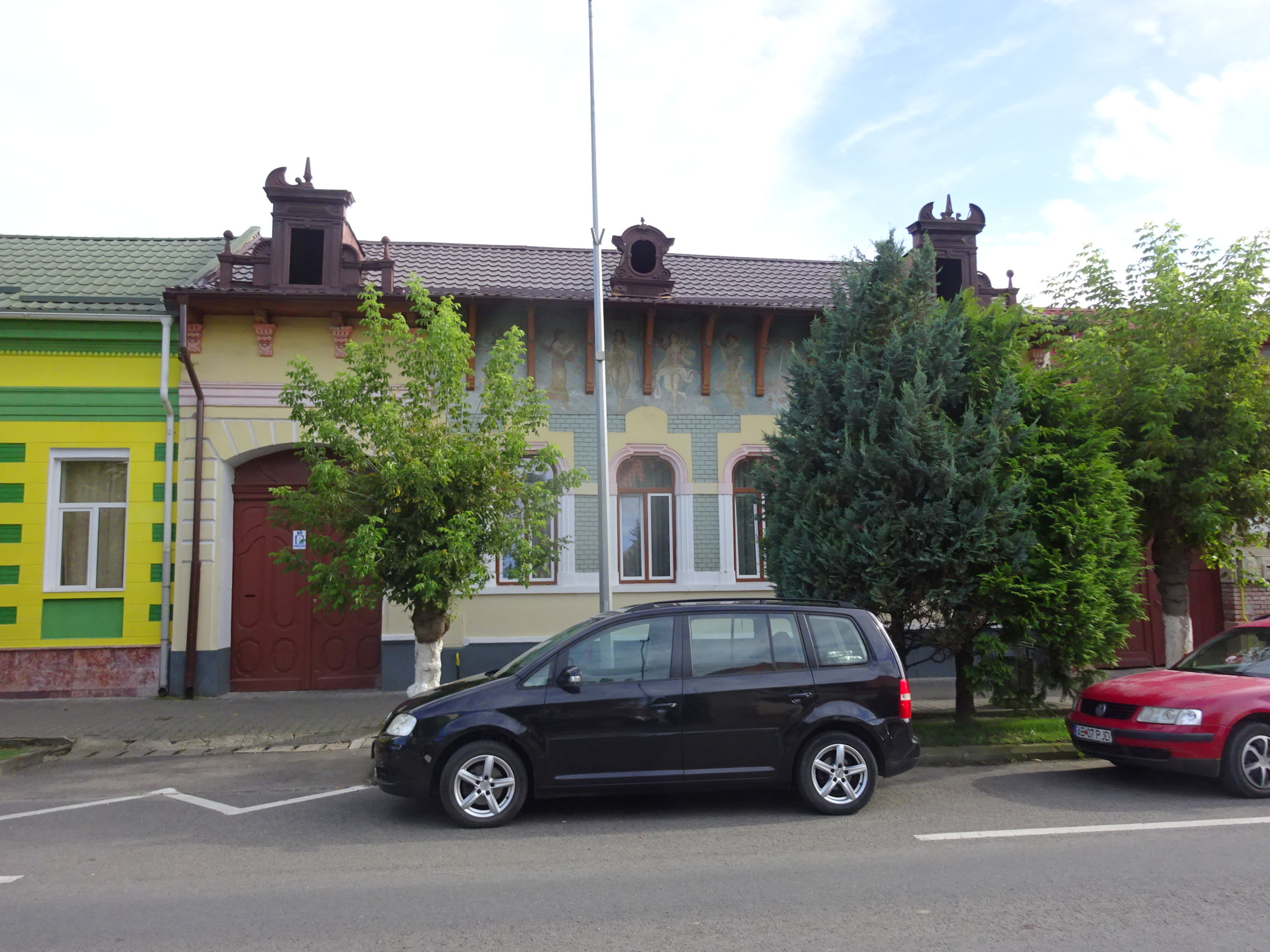
Casa în care a locuit compozitorul Iacob Mureșianu
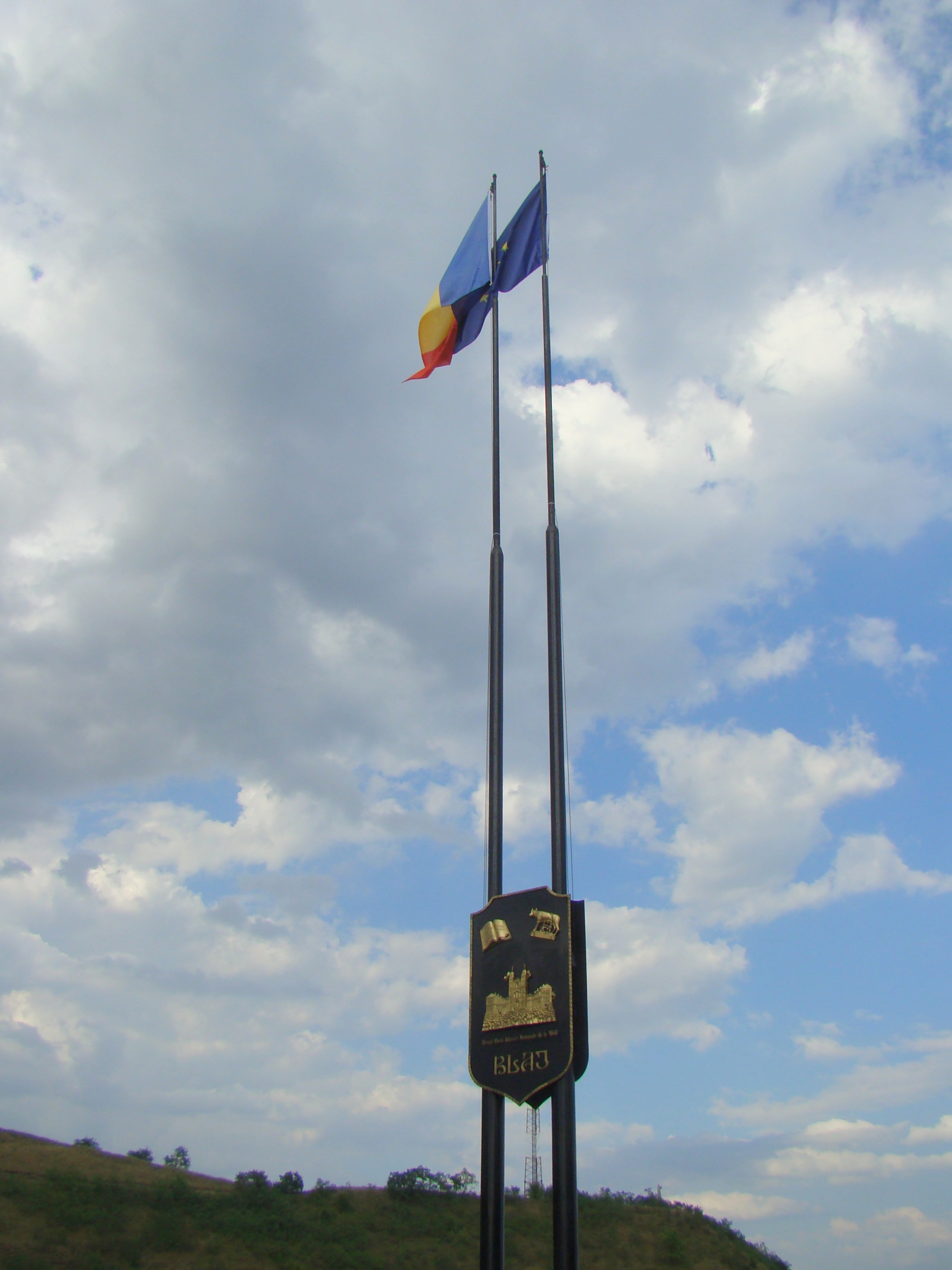